# 北杜市
北杜市（ほくとし）は、山梨県の北西部、国中地方に位置する市。山梨県内の自治体としては最も面積が広く、最北端にあたる。白州や清里などの観光地がある。

## 概要
平成の大合併により、北巨摩郡に所属する8町村のうち小淵沢町を除き、長坂町・高根町・大泉村・白州町・武川村・須玉町・明野村の7町村が合併して生まれた市である。残った小淵沢町も後に同市へ編入されたことにより北巨摩郡も消滅した。

### 地名について
市名である「北杜」は、植物の「ヤマナシ」を意味する「杜」から、「山梨県（杜）の北部」という意味をこめて命名された。「北杜」は合併に先立つ2001年、地域の高等学校が統合された際の新校名として採用されていた過去がある（山梨県立北杜高等学校）。ただし、「山梨」の由来は「山をならす」が転化したという説が有力で、「ヤマナシ」説は弱い（山梨郡#「山梨」の地名の由来と歴史を参照）。
新市名公募では「八ヶ岳」「北杜/北斗」「峡北」「南八ヶ岳」「北巨摩」が上位5件であったが、「地域が限定される名称は除く」「山岳（川）の名称は冠さない」「難解な名称は除く」という条件から「北巨摩」「峡北」「北杜」の3件に絞られ、その中から住民意向調査で最多となった「北杜」が採用された。公募1位だった「八ヶ岳」が選考過程で外れたことについては多くの意見が合併推進協議会に寄せられ、「八ヶ岳」を市名候補に戻すことを求める署名も1200筆以上集まっていた。
「月見里県星見里市」という愛称を持つ。

## 地理

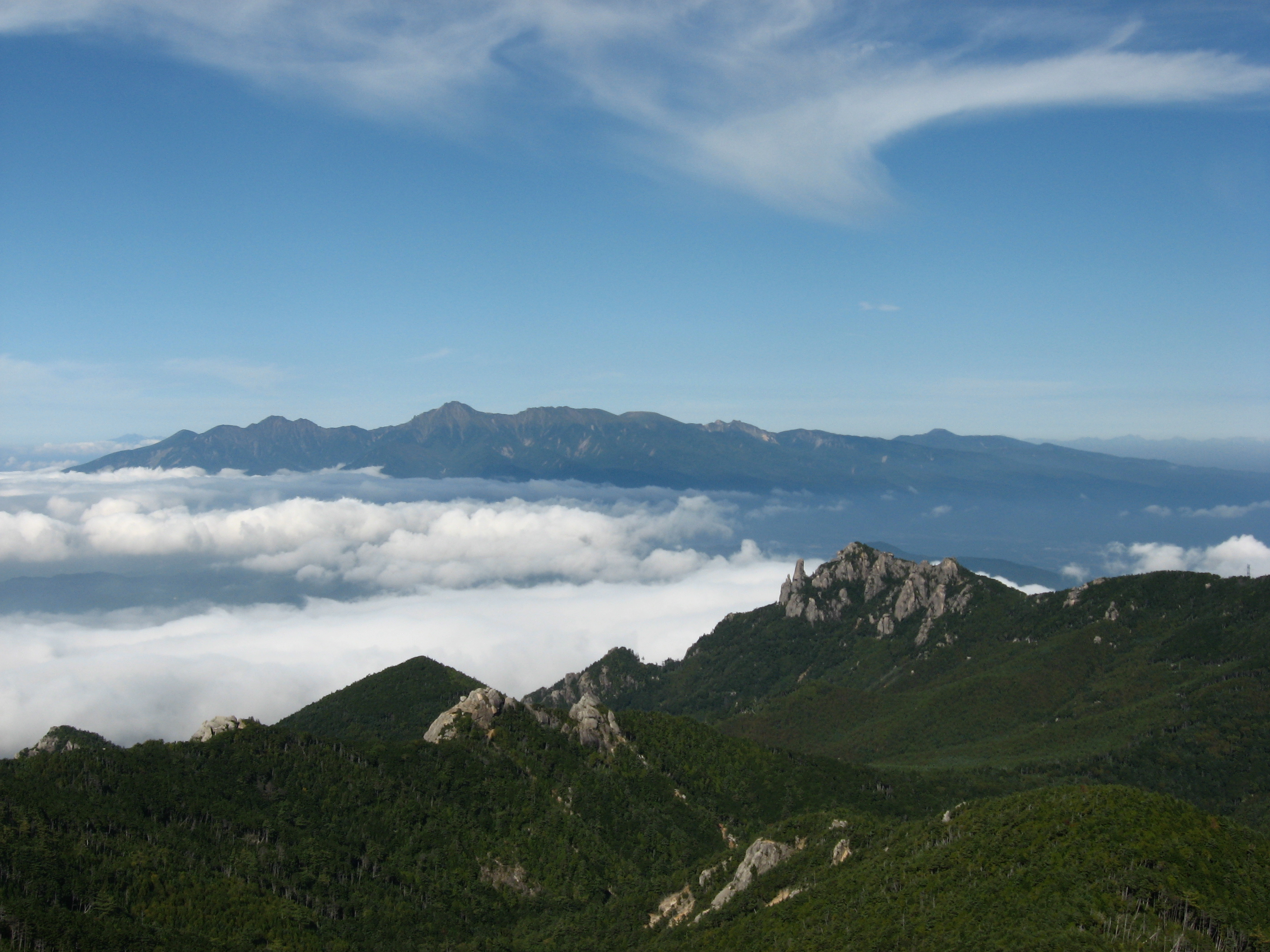
瑞牆山と八ヶ岳

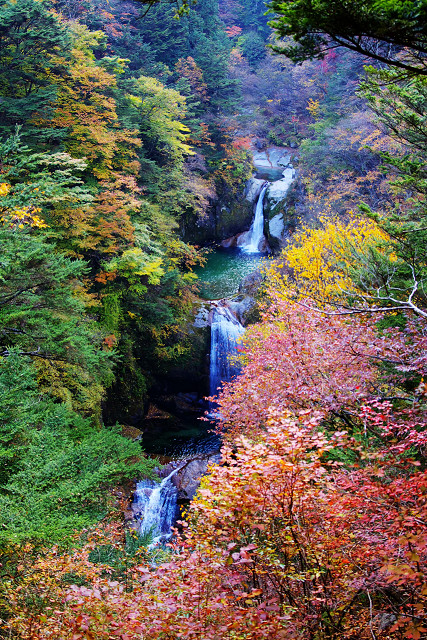
尾白川・神蛇滝

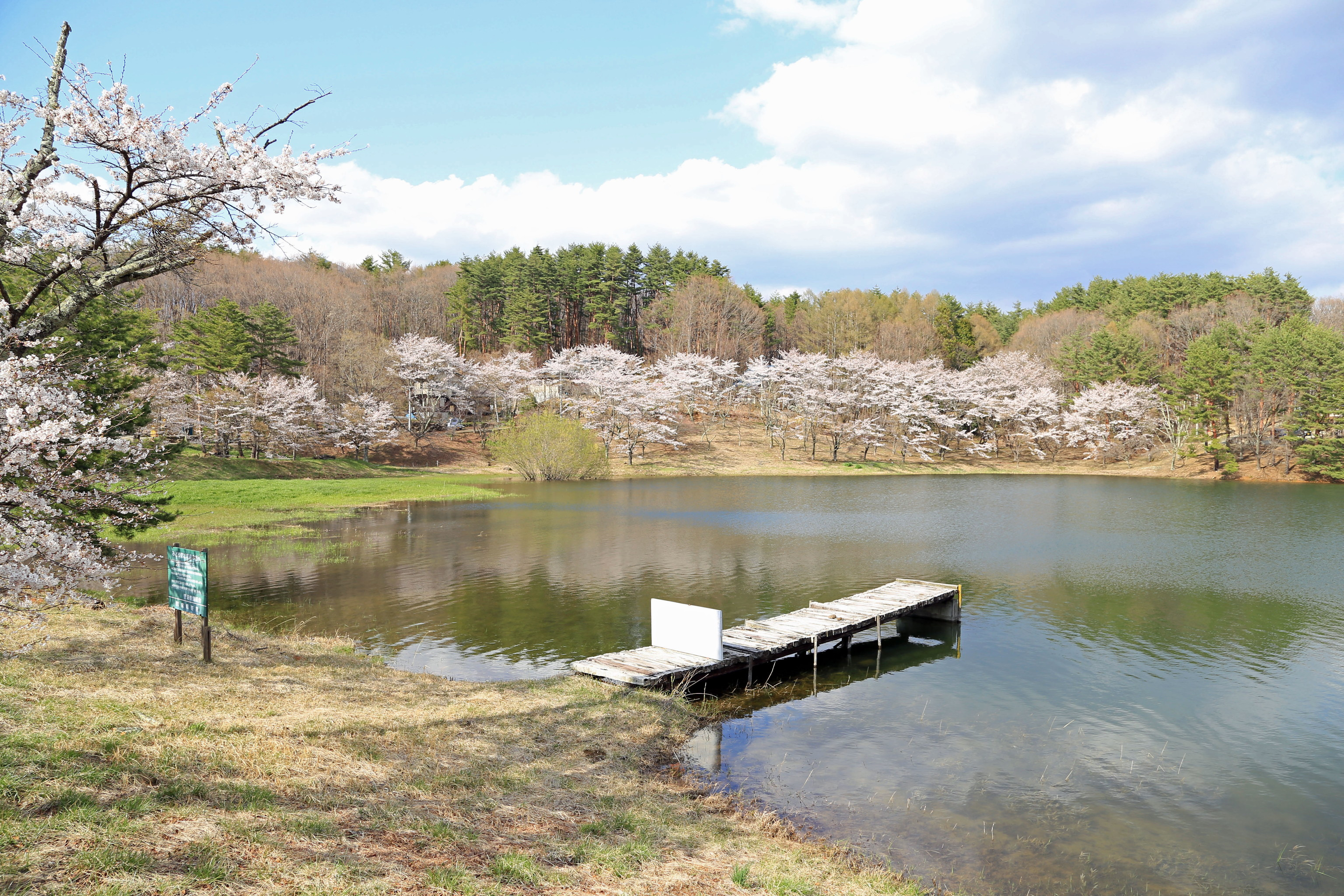
みどり湖

### 位置
八ヶ岳や甲斐駒ヶ岳といった山々に囲まれ、市域のおよそ3分の1が八ヶ岳南麓の冷涼な山岳高原地からなっているため、高原観光によって支えられている街である。
市内にはアウトレットモール、牧場といった観光スポットが存在し、夏場には観光客が多くみられる。
南アルプスからの湧水によるウイスキー製造、日本一長いといわれる日照時間や映画にも登場したヒマワリ畑などでも知られている。
また市域には八ヶ岳連峰の最高峰である赤岳が含まれ、赤岳は山梨県の北端でもある。

### 地形
北杜市のうち八ヶ岳南麓の高原地帯は七里岩と呼ばれる台地状の地形を形成しており、旧長坂町・高根町・大泉村・小淵沢町地区はその台地上に位置している。
一方、台地の下には南部の釜無川流域に旧白州町・武川村地区が、東部の須玉川・塩川流域に旧須玉町・明野村地区が位置している。
清里高原は避暑地として有名であり、「八ヶ岳高原線」とも称されるJR小海線は鉄道最高地点を走る（市内では清里駅が最も高い駅で、隣の野辺山駅に次いで全国2位である）。
七里岩は釜無川流域地域と須玉川・塩川流域地域の間を遮るように細く突き出しており、また七里岩の上部と下部とは急峻な断崖によって阻まれている。それゆえ七里岩台上、釜無川流域、須玉川・塩川流域の三つの地域の境界には、改良が施された国道141号線を例外として、曲がりくねった道が多く存在している。そのため冬期においては積雪や凍結により、各地域間の移動に困難を伴うことが多い。

#### 山地
主な山
- 赤岳
- 編笠山
- 権現岳
- 甲斐駒ヶ岳
- 地蔵ヶ岳
- 茅ヶ岳
- 瑞牆山
- 金峰山
- 国師ヶ岳

主な丘陵地
- 七里岩

市内の標高
- 清里駅（1,274m）…旧高根町
- 甲斐大泉駅（1,158m）
- 甲斐小泉駅（1,044m）…旧大泉村
- 小淵沢駅（881m）…旧小淵沢町
- 長坂駅（740m）
- 日野春駅（615m）
- 八ヶ岳PA（816m）…旧長坂町
- 北杜市役所（482m）
- 須玉IC（460m）…旧須玉町

#### 河川
主な川
- 釜無川
- 小深沢川
- 大深沢川
- 甲六川
- 鳩川
- 尾白川（別名：白州）- 名水百選に選ばれている。
- 神宮川
- 塩川
- 須玉川
- 小武川
- 大武川

#### 湖沼
主な湖
- みどり湖

### 気候
気候は標高差が非常に大きいので旧町村単位で大きく異なるが、全般に一部を除き積雪も少なく、日照時間が長い太平洋側式の内陸性気候という共通した特徴を持っている。旧高根町の清里高原など標高1000mを超える八ヶ岳山麓地域は、亜寒帯湿潤気候に属し、清里駅付近の1月の平均気温は約-4度、8月は約20度、厳冬期には-20℃前後まで下がるなど北海道並みの気候である一方、標高500m前後と市内でも最も低い市役所近辺や旧明野村の中心集落地域は、より甲府盆地の気候に近くなる。市内で唯一アメダスの気温観測が行われている地点は旧大泉村にあり、標高が867mほどであるが、斜面にあるために冷気がたまりにくい斜面温暖帯のため、標高のわりには比較的温和であり、一概に冬の寒さは標高に比例するというわけではない。特に放射冷却時においては逆転層により標高の低い方が冷え込むことも多い。全般に八ヶ岳南麓斜面に位置する地域よりも西側の旧小淵沢町のほうが寒さが厳しい。夏季は標高の低い南東部では盆地特有の暑さもあるが、それ以外は冷涼である。
国による「次世代省エネルギー基準」によると、旧小淵沢町が最も寒く北東北地方並の気候で、それに次いで旧長坂・高根・大泉・白州・武川の各町村が南東北地方並の気候、旧明野村は日本一の日照時間を誇ることもあり東京などと同様の気候に分類されている（小淵沢町#気候の項目より）。気象はさらに異なり、同一町村内においても天候の違いや降雨量・降雪量の多寡が生じることもしばしば見られる。また、旧小淵沢や旧大泉村や旧長坂町では強い冬型の気圧配置の時に際し雪雲が流れて込むことがあり、案外雪日数は多い。
| 大泉(1991-2020)の気候  | 大泉(1991-2020)の気候 | 大泉(1991-2020)の気候 | 大泉(1991-2020)の気候 | 大泉(1991-2020)の気候 | 大泉(1991-2020)の気候 | 大泉(1991-2020)の気候 | 大泉(1991-2020)の気候 | 大泉(1991-2020)の気候 | 大泉(1991-2020)の気候 | 大泉(1991-2020)の気候 | 大泉(1991-2020)の気候 | 大泉(1991-2020)の気候 | 大泉(1991-2020)の気候 |
| 月                     | 1月                   | 2月                   | 3月                   | 4月                   | 5月                   | 6月                   | 7月                   | 8月                   | 9月                   | 10月                  | 11月                  | 12月                  | 年                    |
| ---------------------- | --------------------- | --------------------- | --------------------- | --------------------- | --------------------- | --------------------- | --------------------- | --------------------- | --------------------- | --------------------- | --------------------- | --------------------- | --------------------- |
| 最高気温記録 °C （°F） | 16.2 (61.2)           | 20.6 (69.1)           | 23.1 (73.6)           | 28.3 (82.9)           | 31.1 (88)             | 35.4 (95.7)           | 35.6 (96.1)           | 36.5 (97.7)           | 33.3 (91.9)           | 29.1 (84.4)           | 24.0 (75.2)           | 19.0 (66.2)           | 36.5 (97.7)           |
| 平均最高気温 °C （°F） | 4.7 (40.5)            | 6.0 (42.8)            | 10.1 (50.2)           | 16.0 (60.8)           | 20.8 (69.4)           | 23.5 (74.3)           | 27.3 (81.1)           | 28.7 (83.7)           | 24.2 (75.6)           | 18.5 (65.3)           | 13.1 (55.6)           | 7.6 (45.7)            | 16.7 (62.1)           |
| 日平均気温 °C （°F）   | −0.2 (31.6)           | 0.6 (33.1)            | 4.3 (39.7)            | 9.8 (49.6)            | 14.8 (58.6)           | 18.4 (65.1)           | 22.2 (72)             | 23.1 (73.6)           | 19.1 (66.4)           | 13.3 (55.9)           | 7.7 (45.9)            | 2.5 (36.5)            | 11.3 (52.3)           |
| 平均最低気温 °C （°F） | −5.0 (23)             | −4.6 (23.7)           | −1.1 (30)             | 4.1 (39.4)            | 9.5 (49.1)            | 14.2 (57.6)           | 18.5 (65.3)           | 19.1 (66.4)           | 15.1 (59.2)           | 8.8 (47.8)            | 2.8 (37)              | −2.2 (28)             | 6.6 (43.9)            |
| 最低気温記録 °C （°F） | −14.4 (6.1)           | −14.2 (6.4)           | −10.7 (12.7)          | −7.3 (18.9)           | −1.5 (29.3)           | 5.7 (42.3)            | 10.2 (50.4)           | 9.7 (49.5)            | 3.6 (38.5)            | −2.0 (28.4)           | −6.4 (20.5)           | −11.8 (10.8)          | −14.4 (6.1)           |
| 降水量 mm （inch）     | 40.9 (1.61)           | 41.9 (1.65)           | 77.3 (3.043)          | 82.4 (3.244)          | 96.5 (3.799)          | 135.1 (5.319)         | 155.5 (6.122)         | 127.3 (5.012)         | 171.1 (6.736)         | 138.6 (5.457)         | 48.0 (1.89)           | 32.2 (1.268)          | 1,146.8 (45.15)       |
| 平均月間日照時間       | 205.7                 | 196.3                 | 205.7                 | 211.9                 | 210.7                 | 158.1                 | 163.0                 | 194.2                 | 150.2                 | 166.3                 | 187.0                 | 195.6                 | 2,249.2               |
| 出典：気象庁           |                       |                       |                       |                       |                       |                       |                       |                       |                       |                       |                       |                       |                       |

### 地域
市内には街道が通っているが、それぞれの街道沿いの村々は七里岩の断崖によって遮られていたため、土木技術・輸送技術が進歩を見る近現代まで、地域としての結び付きは同じ街道を抱く村同士のものに限定されていた。
そのため当市は大きく3つに分けることが出来る。
- 八ヶ岳山麓の長坂町・大泉村・小淵沢町・高根町
- 甲斐駒ヶ岳山麓・釜無川流域の白州町・武川村
- 茅ヶ岳山麓・塩川流域の須玉町・明野村（・高根町）

高根町は佐久甲州街道が走り、八ヶ岳・塩川流域両地域との結びつきがある。
実際、このように区分された3つの地域は、それぞれ内部において合併以前から結びつきが強く、町村組合を形成し病院や学校などの共同運営にあたっていた。
- 明野町 （旧明野村）
- 須玉町
- 高根町
- 長坂町
- 大泉町 （旧大泉村）
- 小淵沢町
- 白州町
- 武川町（旧武川村）

#### 市街地
市街地は各町村役場（現在は北杜市役所の支所）周辺を中心に形成され、北杜市としての市街地の連続性は極めて低い。市内にはいくつか鉄道駅が存在しているが、駅前に市街地と呼べる状況が存在しているのは小淵沢駅、長坂駅、清里駅だけである。日野春駅は七里岩の狭まった部分に位置しているため駅前の土地が不足しており、駅前を走る主要地方道17号茅野北杜韮崎線の拡幅にも困難をきたしている。また甲斐小泉駅・甲斐大泉駅は周囲には中小規模の集落が存在しているのみである。
ただし市街地が点在している当市においても、長坂駅から中央自動車道長坂インターチェンジを経由し旧高根町役場に至るまでの地域は例外的で、比較的市街地が連続している。八ヶ岳の等高線に沿って東西になだらかな地形を形成しているこの地域は、近年になって主要地方道32号長坂高根線を代表とする長坂インター周辺の道路整備が進み、その周辺に県内大手スーパーマーケットやホームセンター・ドラッグストアとロードサイド店舗の出店が相次いだため、長坂インターチェンジ周辺が、北杜市としての実質的な市街中心部・中心商店街の役割を担っている。

#### 地区
町名以下の大字については下記の通り。
| 明野町   | 須玉町     | 高根町   | 長坂町   | 大泉町 | 小淵沢町   | 白州町   | 武川町 |
| -------- | ---------- | -------- | -------- | ------ | ---------- | -------- | ------ |
| 浅尾     | 小尾       | 川俣     | 長坂上条 | 西井出 | 上笹尾     | 花水     | 三吹   |
| 小笠原   | 比志       | 長澤     | 塚川     | 谷戸   | 下笹尾     | 台ヶ原   | 牧原   |
| 三之蔵   | 江草       | 村山北割 | 渋沢     |        | 松向       | 横手     | 宮脇   |
| 上手     | 小倉       | 東井出   | 富岡     |        | （小淵沢） | 大坊     | 新奥   |
| 浅尾新田 | 東向       | 堤       | 長坂下条 |        |            | 白須     | 黒澤   |
| 下神取   | 穴平       | 箕輪新町 | 日野     |        |            | 鳥原     | 山高   |
| 上神取   | 若神子     | 箕輪     | 小荒間   |        |            | 下教来石 | 柳澤   |
|          | 大蔵       | 藏原     | 大井ヶ森 |        |            | 上教来石 |        |
|          | 藤田       | 小池     | 白井沢   |        |            | 大武川   |        |
|          | 大豆生田   | 下黒澤   | 大八田   |        |            |          |        |
|          | 境之澤     | 上黒澤   | 夏秋     |        |            |          |        |
|          | 若神子新町 | 五町田   | 中丸     |        |            |          |        |
|          | 上津金     | 村山西割 | 中島     |        |            |          |        |
|          | 下津金     | 村山東割 |          |        |            |          |        |
|          |            | 清里     |          |        |            |          |        |
|          |            | 浅川     |          |        |            |          |        |

当市は北巨摩郡8町村が合併し山梨県内最大の面積をもつ。
そのため、住所の表記には、上記のように旧町村名からくる「町名」を付している。
しかし、合併特例区や地域自治区といった法所定の住民自治機構は設置されていない。

### 人口
2010年2月1日現在:49,314人(明野町4,921人　須玉町6,660人　高根町9,813人　長坂町9,319人　大泉町5,001人　小淵沢町6,129人　白州町4,118　武川町3,356)  
| |                                        |  |
| 北杜市と全国の年齢別人口分布（2005年） | 北杜市の年齢・男女別人口分布（2005年） |  |
| ■紫色 ― 北杜市 ■緑色 ― 日本全国 | ■青色 ― 男性 ■赤色 ― 女性              |  |
| 北杜市（に相当する地域）の人口の推移 \| 1970年（昭和45年） \| 47,356人 \| \| \| 1975年（昭和50年） \| 45,242人 \| \| \| 1980年（昭和55年） \| 44,320人 \| \| \| 1985年（昭和60年） \| 45,035人 \| \| \| 1990年（平成2年） \| 46,200人 \| \| \| 1995年（平成7年） \| 47,318人 \| \| \| 2000年（平成12年） \| 47,888人 \| \| \| 2005年（平成17年） \| 48,144人 \| \| \| 2010年（平成22年） \| 46,968人 \| \| \| 2015年（平成27年） \| 45,111人 \| \| \| 2020年（令和2年） \| 44,053人 \| \| |                                        |  |
| 総務省統計局 国勢調査より |                                        |  |
| 1970年（昭和45年） | 47,356人                               |  |
| 1975年（昭和50年） | 45,242人                               |  |
| 1980年（昭和55年） | 44,320人                               |  |
| 1985年（昭和60年） | 45,035人                               |  |
| 1990年（平成2年） | 46,200人                               |  |
| 1995年（平成7年） | 47,318人                               |  |
| 2000年（平成12年） | 47,888人                               |  |
| 2005年（平成17年） | 48,144人                               |  |
| 2010年（平成22年） | 46,968人                               |  |
| 2015年（平成27年） | 45,111人                               |  |
| 2020年（令和2年） | 44,053人                               |  |

### 隣接自治体
山梨県
- 甲府市
- 韮崎市
- 南アルプス市
- 甲斐市

長野県
- 茅野市
- 伊那市
- 諏訪郡：富士見町
- 南佐久郡：川上村
- 南佐久郡：南牧村

## 歴史

### 古代
当市の大部分の区域はかつて、甲斐国巨摩郡逸見筋（へみすじ）に属していた。
逸見の地は古代より良馬の産地として知られており、逸見牧（へみのまき）と呼ばれる牧が存在していた。
この地に赴いた源清光は「逸見」の名を冠し、「逸見清光」を名乗った。

### 中世
戦国時代
戦国時代には武田氏の信濃侵攻における拠点となり、軍用道路として整備されたと言われる棒道と伝わる自然道が長坂町 - 小淵沢町にある。
- 1540年（天文9年）武田信玄の妹である禰々御料人が諏訪氏に嫁ぐ際、諏訪郡との境に位置する18村（現在は諏訪郡富士見町に属する、葛窪、先達、田端、蔦木など）が化粧料として持参され、それによって信濃国との国境が現在の甲六川に変更されたといわれている。（立場川の項目も参照）

### 近代
明治時代
山梨県の発足及び巨摩郡の分割により、山梨県北巨摩郡に属することになった。
「逸見筋」の名前は公式には使用されなくなり、「甲斐（峡）の北部」という意味の「峡北」という言葉が使われるようになる。
峡北という名称は北杜市成立まで、北巨摩郡と韮崎市の総称として広く用いられた。逸見筋という呼称は明治初期にはまだ住民の間に残っていたようで、請願書などに「甲斐国山梨県北巨摩郡逸見筋○○村」といったような表記が用いられていた例が散見される。
明治の終わりに中央本線が開通した。その際日本で初めての公害訴訟となる、信玄公旗掛松事件が起こった。

### 現代
終戦直後の食糧難、引揚者の生計確保といった目的で、大東豊・篠原・女取（小淵沢町）、小泉・蕪（長坂町）、大開・大泉帰農・泉原・石堂・油川（大泉村）、清里（高根町）などの八ヶ岳南麓をはじめとする高原地帯に入植が行われた。
1947年（昭和22年）10月14日、山梨県に昭和天皇の戦後巡幸が行われた。この際、予定になかった天皇と開拓帰農者との交流が企画され、小淵沢駅にお召し列車が停車した際に、天皇が下車して地域の開拓の代表者に労わりの言葉をかけることがあった。
しかし開拓者の生活は厳しく、離農者が後を絶たなかった。
その後国民生活が安定してくると、開拓地では酪農や高原野菜の栽培などが行われるようになり、さらにはペンションなど高原観光も進展し、今では当市の経済を支える重要な位置を占めるようになった。

### 沿革
平成
- 2004年（平成16年）11月1日 - 北巨摩郡須玉町・長坂町・白州町・高根町・大泉村・武川村・明野村が合併して北杜市が発足。
- 2006年（平成18年）3月15日 - 北巨摩郡小淵沢町を編入。北巨摩郡が廃止された。

## 行政

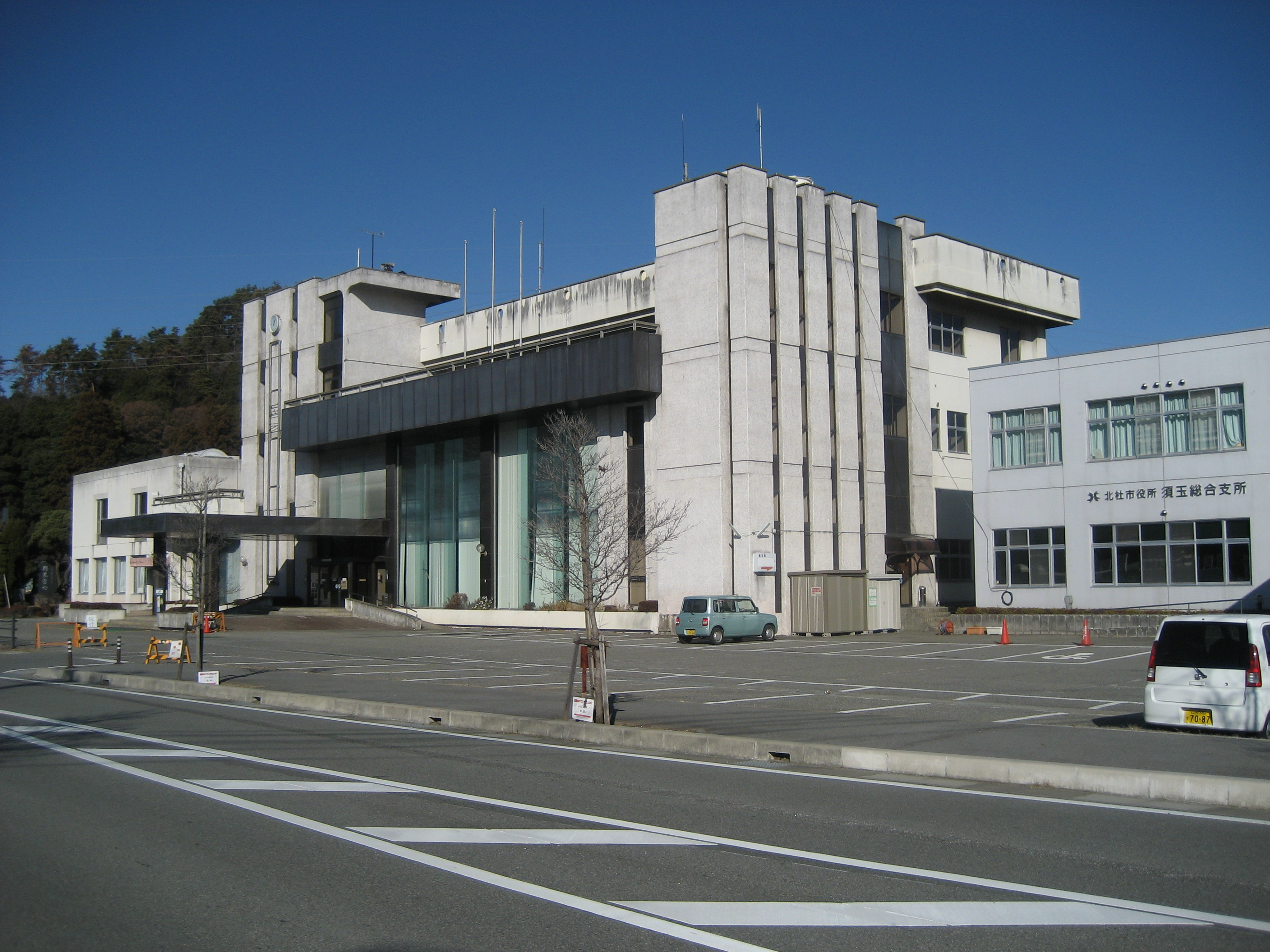
北杜市役所須玉総合支所

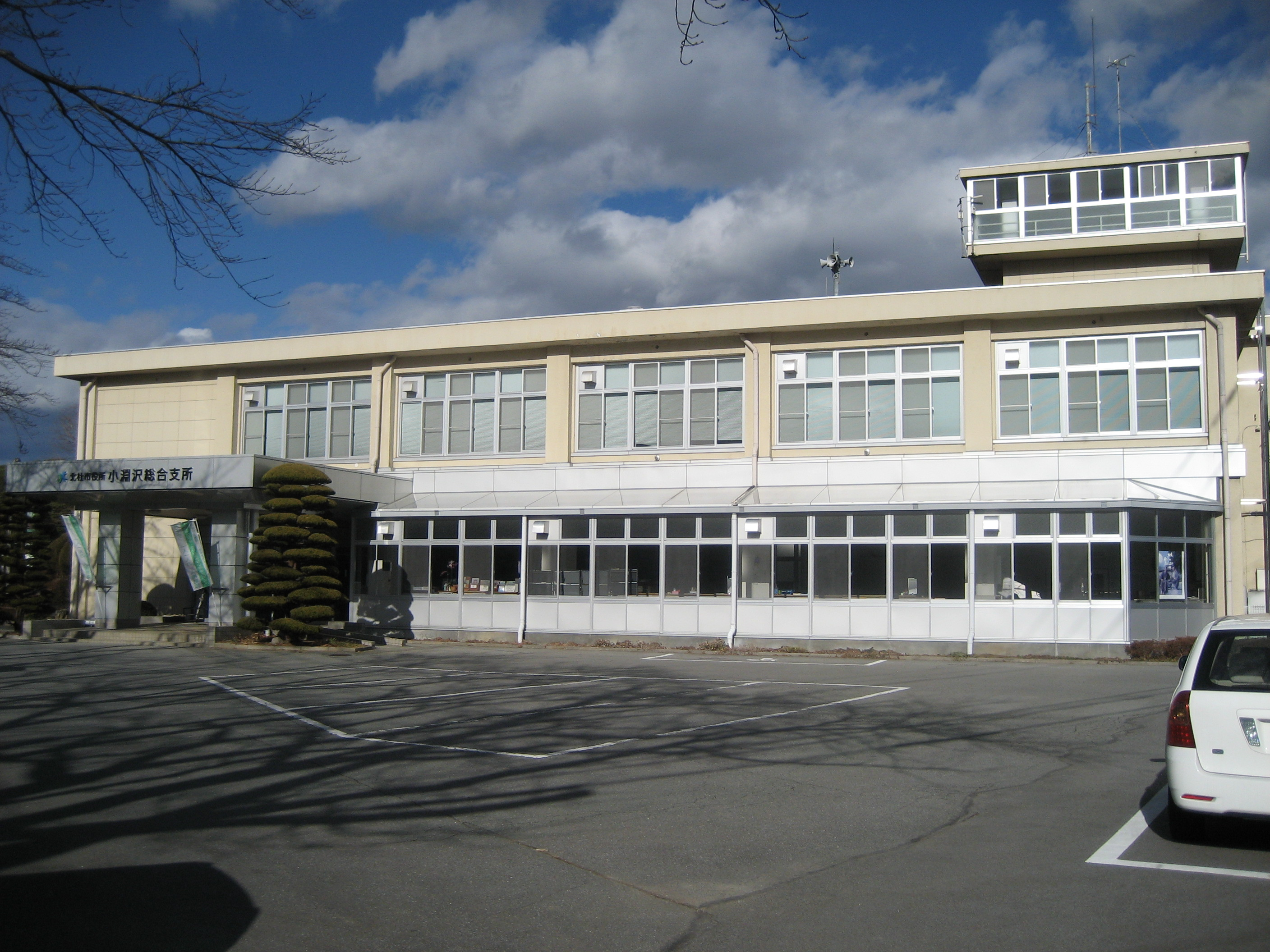
北杜市役所小淵沢総合支所（旧庁舎）

### 市長
- 大柴邦彦（2024年（令和6年）11月28日就任、1期目[8]）

| 代             | 氏名     | 就任年月日     | 退任年月日     | 備考                     |
| -------------- | -------- | -------------- | -------------- | ------------------------ |
| 市長職務執行者 | 伊藤好彦 | 2004年11月1日  | 2004年11月27日 | 旧白州町長               |
| 初-3代         | 白倉政司 | 2004年11月28日 | 2016年11月27日 | 旧高根町長               |
| 4代            | 渡辺英子 | 2016年11月28日 | 2020年11月27日 | 山梨県で初の女性市町村長 |
| 5代            | 上村英司 | 2020年11月28日 | 2024年11月27日 |                          |
| 6代            | 大柴邦彦 | 2024年11月28日 | 現職           |                          |

### 役所
市発足前（2001年）に廃校となった県立須玉商業高等学校（現・北杜高等学校）の校舎をほぼそのまま利用したものが暫定市庁舎として用いられている。正式な市庁舎の位置などは今後決定されることとなっているが、暫定市庁舎を恒久的に利用するということにうやむやのうちに決まりつつある。暫定市庁舎は韮崎市との境界に近い須玉町の南端にあるため、当市の中心地である八ヶ岳南麓地域からは、「市役所は市の中心部に設置すべきだ」として暫定市庁舎の恒久使用を既成事実化することに反発している。

### 財政
北杜市の財政力指数は0.44（2012年度）であり、全国市町村の平均0.49よりやや低い数値となっている。また、実質公債費比率は15.5％（2012年度）と、市債の発行に県知事の許可が必要となる18％は下回っているものの、全国市町村の平均9.2％を大きく上回っている。これは、おもに合併以前の旧町村において作られた借金が合併後まで影響しているものである。
このため、市は財政の健全化を最重要課題と位置づけ力を入れており、最近では市債残高の減少、基金の積み増しなど財政状況に改善が見られる。
なお、北杜市は赤字団体であると評されることがあるが、実際には実質収支が赤字に陥ったことは無い。
合併以前の各町村における財政力指数の値は以下の通りである（2003年度の数値）。
|            | 明野村 | 須玉町 | 高根町 | 長坂町 | 大泉村 | 小淵沢町 | 白州町 | 武川村 |
| ---------- | ------ | ------ | ------ | ------ | ------ | -------- | ------ | ------ |
| 財政力指数 | 0.23   | 0.32   | 0.35   | 0.38   | 0.51   | 0.56     | 0.39   | 0.26   |

このように、財政が比較的健全であったといえる自治体は大泉村と小淵沢町の2町村だけである。

### 防災データ
- 建物火災出火件数：19件（2003年）
- 交通事故発生件数：297件（2004年）

現在の市域が成立したのは2006年であるため、データは当時の北杜市と小淵沢町の数値を合計したものである。（出典：総務省「統計でみる市区町村のすがた2006」）

## 議会

### 市議会
- 定数：22人[9]

### 衆議院
- 選挙区：山梨1区（甲府市、韮崎市、南アルプス市、北杜市、甲斐市、中央市、西八代郡、南巨摩郡、中巨摩郡）
- 任期：2021年10月31日 - 2025年10月30日
- 投票日：2021年10月31日
- 当日有権者数：424,441人
- 投票率：59.49％

| 当落 | 候補者名 | 年齢 | 所属党派                            | 新旧別 | 得票数    | 重複 |
| ---- | -------- | ---- | ----------------------------------- | ------ | --------- | ---- |
| 当   | 中谷真一 | 45   | 自由民主党                          | 前     | 125,325票 | ○    |
| 比当 | 中島克仁 | 54   | 立憲民主党                          | 前     | 118,223票 | ○    |
|      | 辺見信介 | 57   | NHKと裁判してる党弁護士法72条違反で | 新     | 4,826票   |      |

## 国家機関

### 独立行政法人
- 国立研究開発法人 農業・食品産業技術総合研究機構遺伝資源センター北杜研究拠点

## 施設

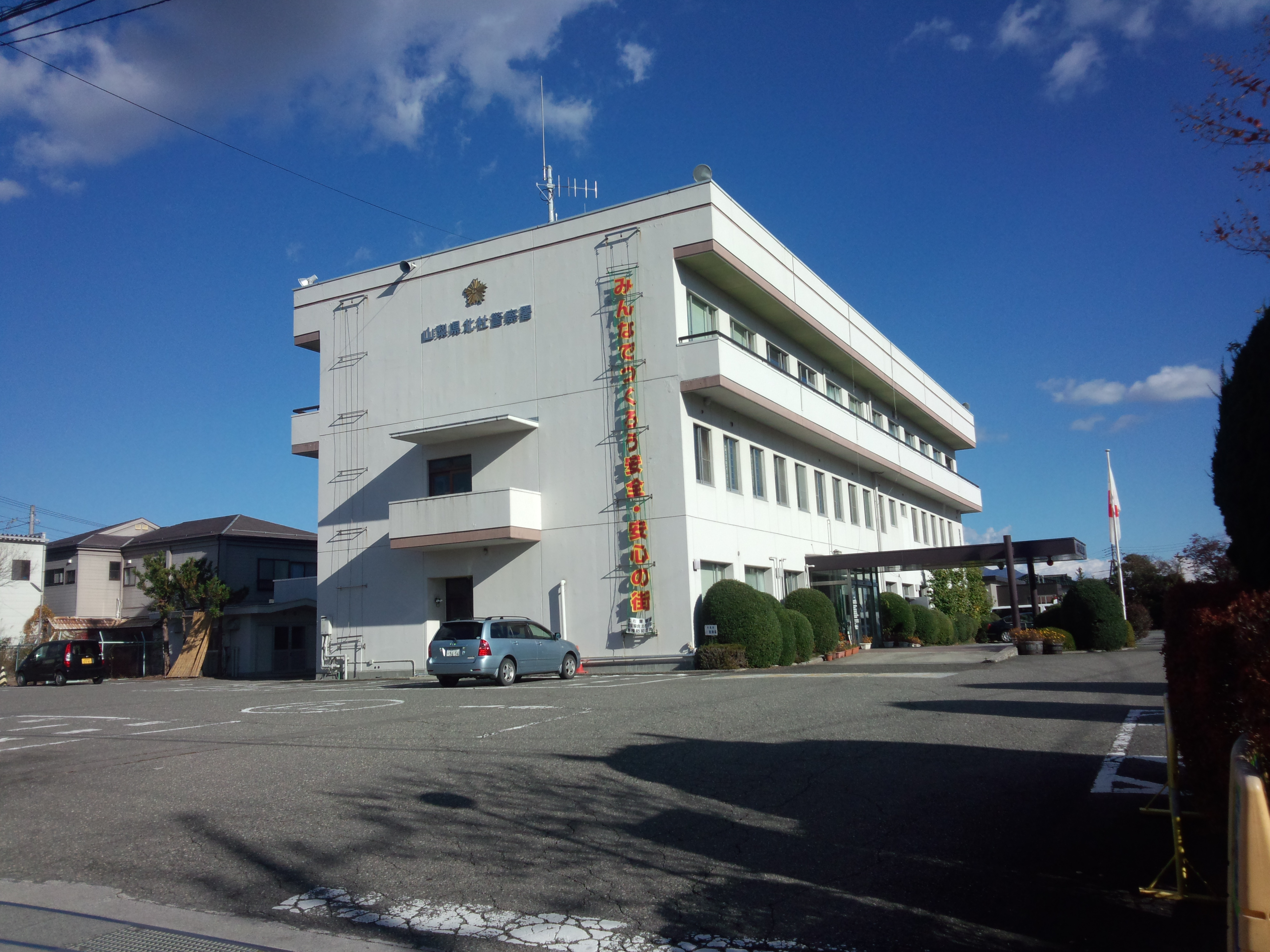
北杜警察署

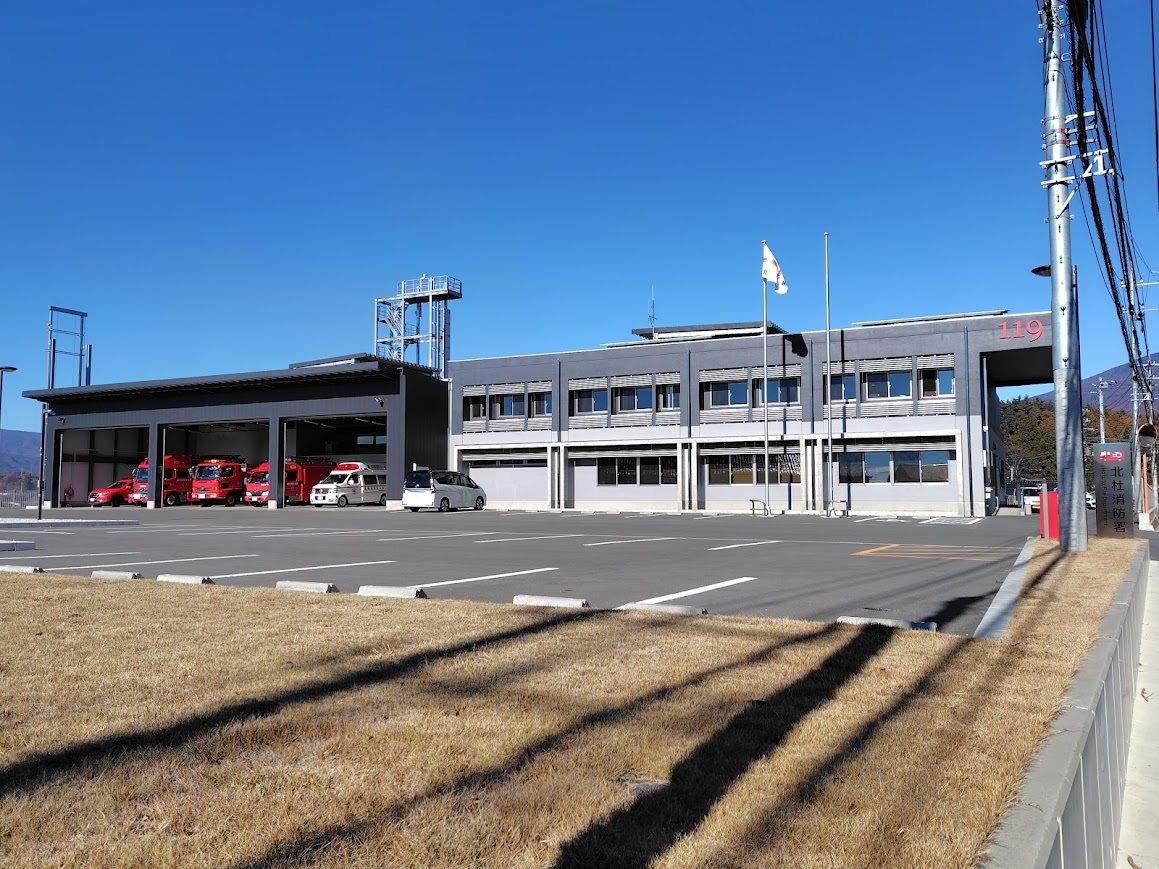
北杜消防署（2024年11月）

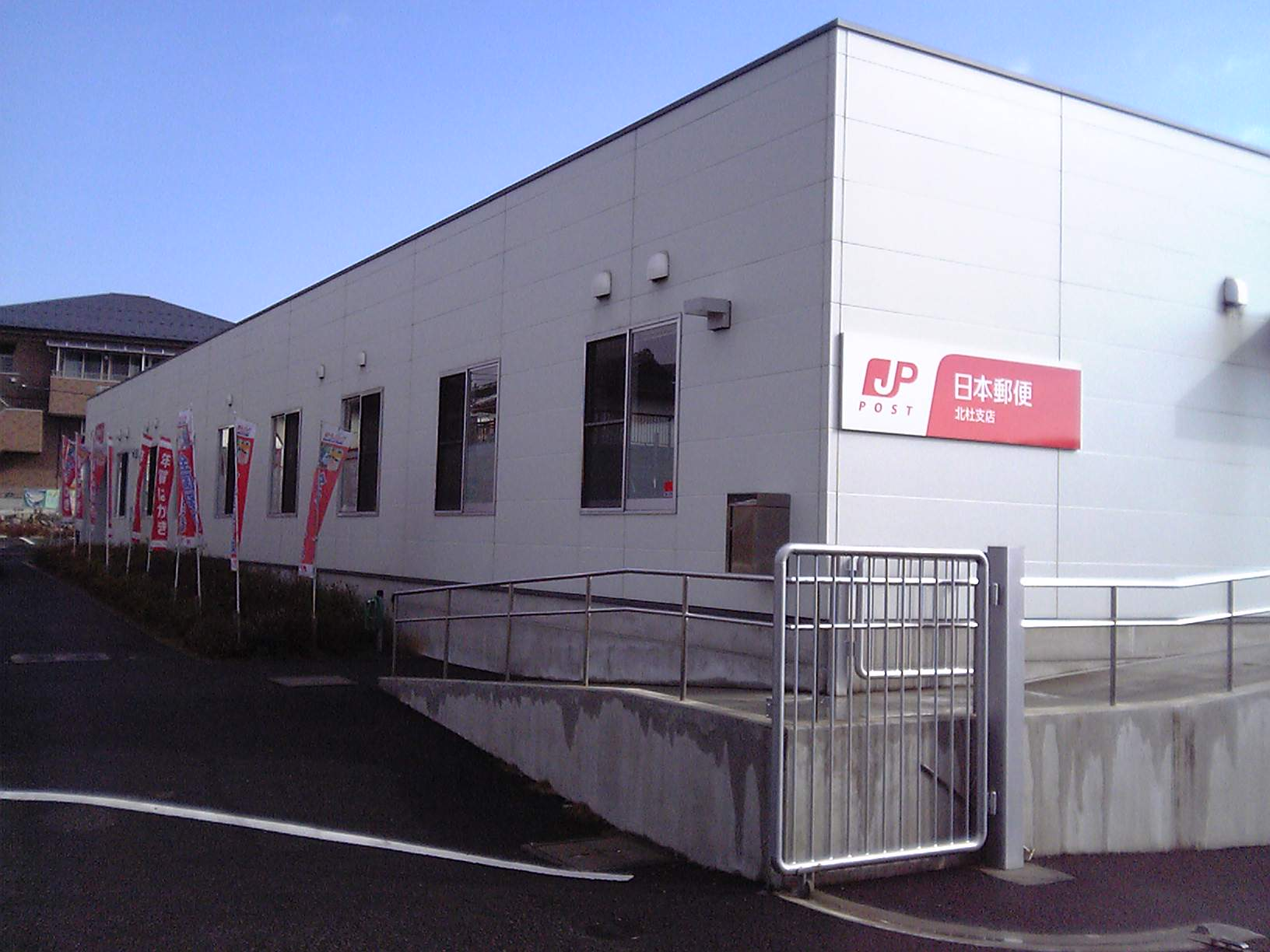
北杜郵便局

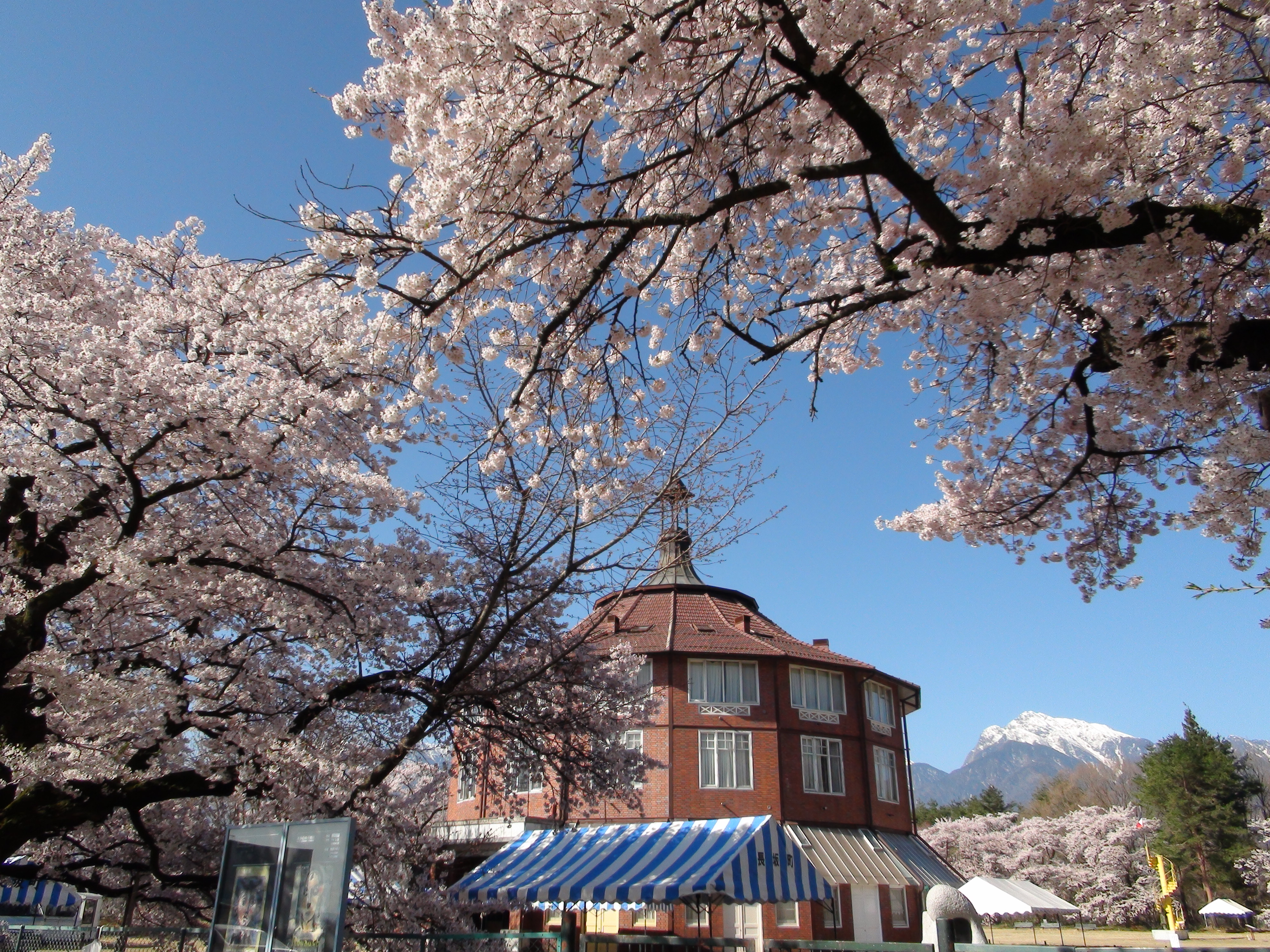
清春白樺美術館

### 警察
警察署
- 山梨県警察 北杜警察署

駐在所
- 朝神駐在所（山梨県北杜市明野町浅尾新田1499）
- 上手駐在所（山梨県北杜市明野町上手2141-3）
- 若神子駐在所（山梨県北杜市須玉町若神子7-1）
- 穂足駐在所（山梨県北杜市須玉町藤田311-4）
- 増富駐在所（山梨県北杜市須玉町比志3936-13）
- 清里駐在所（山梨県北杜市高根町清里2966-1）
- 高根駐在所（山梨県北杜市高根町箕輪新町483-13）
- 日野春駐在所（山梨県北杜市長坂町塚川2819-31）
- 大泉駐在所（山梨県北杜市大泉町谷戸2966-1）
- 台ケ原駐在所（山梨県北杜市白州町台ケ原2210-2）
- 鳳来駐在所（山梨県北杜市白州町下教来石2）
- 武川駐在所（山梨県北杜市武川町三吹2120-3）
- 小淵沢駐在所（山梨県北杜市小淵沢町8162-1）

### 消防
本部
- 峡北広域行政事務組合消防本部（韮崎市本町4丁目8-36）

消防署
- 北杜消防署（北杜市長坂町大八田6811-18）

分署
- 北杜消防署 高根分署（北杜市高根町村山北割86-37）
- 北杜消防署 白州分署(北杜市白州町鳥原2913-165)
- 韮崎消防署 須玉分署(北杜市須玉町若神子5680)

### 医療
現在の市域が成立したのは2006年であるため、データは当時の北杜市と小淵沢町の数値を合計したものである。（出典：総務省「統計でみる市区町村のすがた2006」）
健康に関するデータ
- 一般病院数：2施設（2003年）
- 一般診療所数：19施設（2003年）
- 歯科診療所数：19施設（2003年）
- 医師数：32人（2002年）
- 歯科医師数：23人（2002年）
- 薬剤師数：38人（2002年）
- 65歳以上人口：12,477人（2000年）

主な病院
北杜市は、市立山梨甲陽病院と市立塩川病院という2つの市立病院が存在し、これは山梨県では唯一の例であり、合併した旧町村の組合から引き継ぐ形で存在している（山梨甲陽病院は旧長坂町・高根町・大泉村・小淵沢町の4町村による組合立、塩川病院は旧須玉町・明野村による組合立）である。
しかし、人口規模が小さい自治体に2ヶ所も市立病院があることは、医療サービスの向上につながる反面、市の財政を圧迫する一因ともなっている。
- 北杜市立甲陽病院（長坂町内）
- 北杜市立塩川病院（須玉町内）
- 逸見診療所 （明野町内）
- 白州診療所 （白州町内）

### 郵便局
旧長坂町
- 日野春郵便局
- 北杜郵便局
- 長坂郵便局
- 秋田郵便局
- 小泉郵便局

旧高根町
- 安都那郵便局
- 熱見郵便局
- 清里郵便局

旧大泉村
- 大泉郵便局

旧白州町
- 台ヶ原郵便局
- 鳳来郵便局

旧武川村
- 武川郵便局
- 駒城郵便局

旧須玉町
- 須玉郵便局
- 江草郵便局
- 多麻郵便局
- 津金郵便局
- 穂足郵便局
- 増富郵便局

旧明野村
- 明野ひまわり郵便局

旧小淵沢町
- 小淵沢郵便局
- 篠尾郵便局

### 図書館
- あけの図書館
- すたま　森の図書館
- たかね図書館
- ながさか図書館
- 金田一春彦記念図書館
- 小淵沢図書館
- ライブラリーはくしゅう図書館
- むかわ図書館

### 文化施設
美術館
- アフリカンアートミュージアム
- 清里ポーセリンミュージアム
- 中村キース・ヘリング美術館
- 清春白樺美術館
- 平山郁夫シルクロード美術館
- 清春 旅と空想の美術館

資料館
- 北杜市郷土資料館
- 北杜市考古資料館
- 浅川伯教・巧兄弟資料館
- 平田家住宅
- 津金学校

### 運動施設
- サンメドウズ清里スキー場
- 山梨県馬術競技場
- 山梨県立八ヶ岳スケートセンター

### 宿泊施設
- 小金井市立清里山荘[注 2]

## 対外関係

### 姉妹都市・提携都市

#### 海外
姉妹都市
- マディソン郡（アメリカ合衆国 ケンタッキー州）
  - 1990年（平成2年）5月12日 - 旧高根町、旧長坂町、旧大泉村および旧小淵沢町と姉妹都市提携
- リ・マース市（アメリカ合衆国 アイオワ州）
  - 1993年（平成5年）7月3日 - 旧須玉町と姉妹都市提携
- 抱川市（大韓民国 京畿道）
  - 2003年（平成15年）3月21日 抱川郡と旧高根町が姉妹都市提携

提携都市
- マンチャーノ市（イタリア共和国） - 旧小淵沢町と友好提携
- クロウズネスト・パス（カナダ連邦 アルバータ州）とも友好都市として交流（未調印）

#### 国内
姉妹都市
- 袋井市（中部地方 静岡県）
  - 1987年（昭和62年）3月9日 - 旧浅羽町と旧明野村が姉妹都市提携
- 上越市（中部地方 新潟県）
  - 1991年（平成3年）1月17日 - 旧柿崎町と旧須玉町が姉妹都市提携
- 羽村市（関東地方 東京都）
  - 1996年（平成8年）10月1日 - 旧高根町と姉妹都市提携
- 西東京市（関東地方 東京都）
  - 1999年（平成11年）2月4日 - 旧田無市と旧須玉町が姉妹都市提携

提携都市
- 荒川区（関東地方 東京都）友好都市交流（未調印）
- 新宿区（関東地方 東京都）友好都市交流（未調印）
- 東村山市（関東地方 東京都）友好都市交流（未調印）

## 経済
産業人口
- 第1次産業就業者数：4,865人（2000年）
- 第2次産業就業者数：8,143人（2000年）
- 第3次産業就業者数：13,051人（2000年）

### 第一次産業
- 農業産出額：75億4000万円（2003年）

#### 農業
ブルーベリーの生産量が多いことで知られている。
特に、山梨県北杜市・東京都小平市・茨城県つくば市が「日本三大ブルーベリー」の地として有名である。また、国内最大級となる豆苗専用の植物工場がある。
- ブルーベリー
- 豆苗
- 稲作（武川米）

### 第二次産業
- 製造品出荷額等：1687億4600万円（2003年）

### 第三次産業
- 商業年間商品販売額：439億9700万円（2001年）

#### 商業
主な商業施設
- 八ヶ岳リゾートアウトレット
- ひまわり市場
- きららシティ（オギノ長坂店を核店舗としたショッピングセンター）

### 本社を置く企業
- クリスタルシステム (小淵沢町)：赤外線単結晶製造装置で世界シェア70％[10]
- オキサイド (武川町)：光学用の単結晶製造において世界で高いシェア[11][12]
- ミラプロ (須玉町)：蛇腹状で伸縮する金属部品のベローズで国内トップシェア[13]
- リガク山梨 (リガクの子会社)(須玉町)：X線・熱分析装置関連製品の生産
- JMエナジー (JSRの子会社) (大泉町)：リチウムイオンキャパシタの開発・製造・販売
- 丸政 (小淵沢町)：駅弁製造・販売、そば店営業
- AOB慧央グループ (小淵沢町)：化粧品・健康食品・浄水器の開発・製造
- アルソア本社 (AOB慧央グループ関連会社)(小淵沢町)：化粧品・健康食品・浄水器の販売

## 情報・通信

### マスメディア

#### 新聞社
- 八ヶ岳ジャーナル
  - 北杜市内をエリアとする地域新聞である。創刊は1982年12月と比較的古い。当初は小淵沢町、長坂町、高根町、大泉村の4町村のみが発行エリアであり、その後白州町、武川村の2町村が発行エリアに加わった。現在では、市町村合併により発行エリアが須玉町、明野村地区にも拡大された。

#### 放送局
テレビ放送
- 北杜市有線テレビ放送施設（北杜市CATV）

ラジオ放送
- エフエム八ヶ岳

2006年10月1日に開局したコミュニティFMである。北杜市と韮崎市の一部、長野県富士見町を放送対象エリアとしている。周波数82.2MHz、出力20W。

#### 中継局
- 明野小笠原テレビ中継局
- 白州横手テレビ中継局
- 武川真原テレビ中継局

## 生活基盤

### ライフライン

#### 電力
- 山梨県企業局
- NTTファシリティーズ

主な発電所
- 塩川発電所（塩川ダム）
- 北杜サイト太陽光発電所

#### 上下水道
別荘地の水道料金
1998年（平成10年）、当時の高根町は、清里の別荘地の水道料金について、一般家庭の3倍以上に値上げしたため、反発した別荘所有者が高根町を訴えた。
第一審では別荘所有者側敗訴の判決が出されたが、2003年（平成15年）の控訴審では別荘所有者側が勝訴。
高根町側が上告したものの、2006年（平成18年）の上告審でも別荘所有者側勝訴の判決が出され、1998年（平成10年）に改正された別荘所有者の値上げ分の料金については無効とされた（ただし判決では、夏の一時期にしか水道を使用しない別荘の住民に対し、水道施設の維持管理等の理由により一般住民よりも割増した水道料金を課すことについては、自治体の裁量により認められるとしている。）。
第一審：甲府地判平成13年11月27日判時1768号38頁。控訴審：東京高判平成14年10月22日判時1806号3頁。上告審：最判平成18年7月14日民集60巻6号2369頁。

## 教育

### 短期大学
私立
- 帝京学園短期大学

### 高等学校
県立
- 山梨県立北杜高等学校

市立
- 北杜市立甲陵高等学校

私立
- 帝京第三高等学校
- 自然学園高等学校
- 日本航空高等学校通信制課程

### 中学校
市立
- 北杜市立明野中学校
- 北杜市立須玉中学校
- 北杜市立高根中学校
- 北杜市立長坂中学校
- 北杜市立泉中学校
- 北杜市立小淵沢中学校
- 北杜市立白州中学校
- 北杜市立武川中学校
- 北杜市立甲陵中学校

### 小学校
市立
- 北杜市立明野小学校
- 北杜市立須玉小学校（北杜市立増富小学校は2012年（平成24年）4月に北杜市立須玉小学校に統合。）
- 北杜市立 泉小学校
- 北杜市立小淵沢小学校
- 北杜市立白州小学校
- 北杜市立武川小学校
- 北杜市立高根北小学校（北杜市立高根北小学校、北杜市立高根東小学校、北杜市立高根西小学校は2015年（平成27年）4月に統合。）
- 北杜市立高根西小学校（北杜市立高根北小学校、北杜市立高根東小学校、北杜市立高根西小学校は2015年（平成27年）4月に統合。）
- 北杜市立高根東小学校（北杜市立高根北小学校、北杜市立高根東小学校、北杜市立高根西小学校は2015年（平成27年）4月に統合。）
- 北杜市立高根清里小学校
- 北杜市立長坂統合小学校（北杜市立秋田小学校、北杜市立小泉小学校、北杜市立日野春小学校、北杜市立長坂小学校が2013年4月に統合。）

### その他
- 国立 筑波大学附属小学校（東京都文京区）清里若桐寮
- 八ヶ岳サドベリースクール（日本におけるサドベリー・スクールの学校）

## 交通

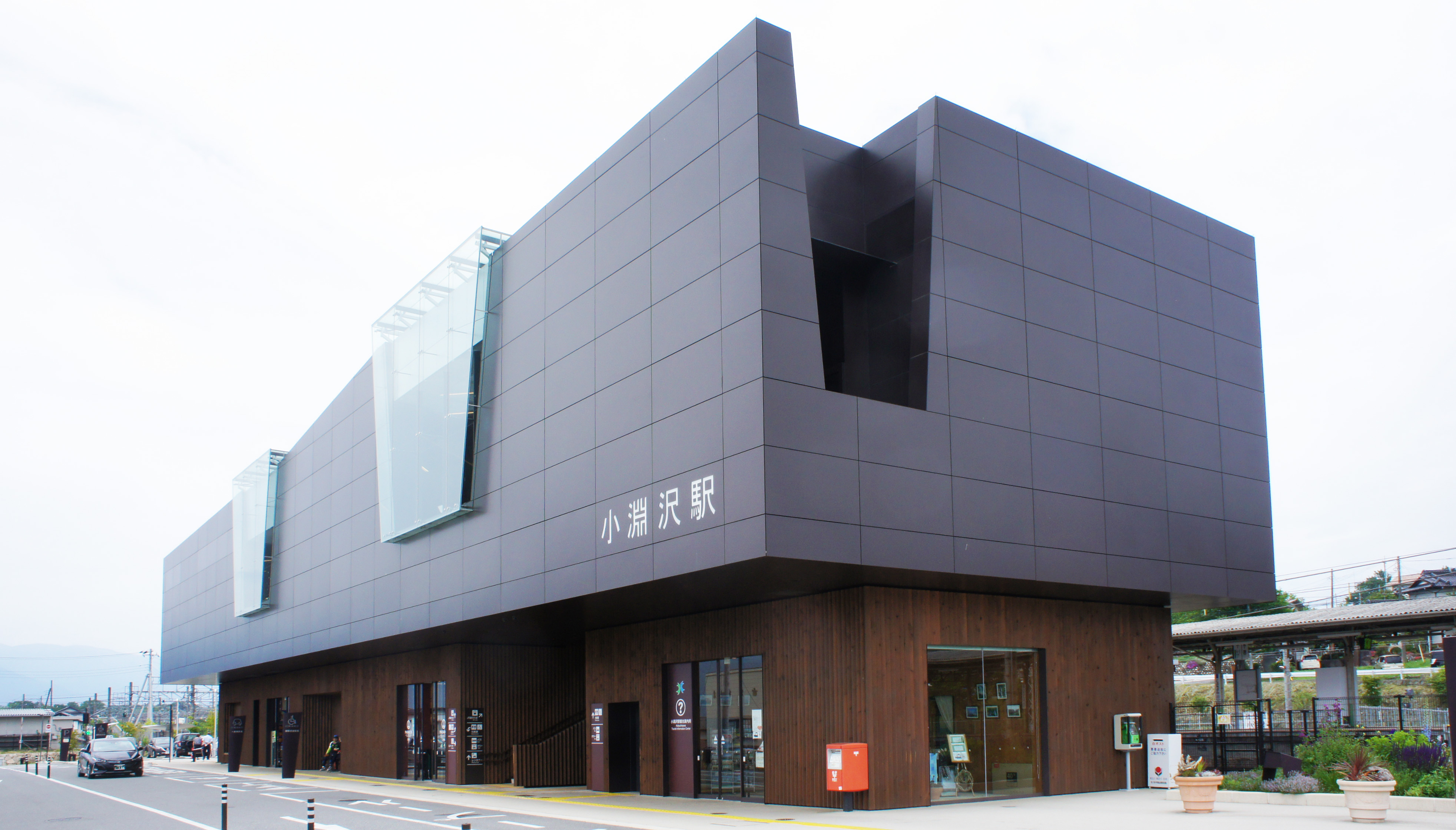
小淵沢駅

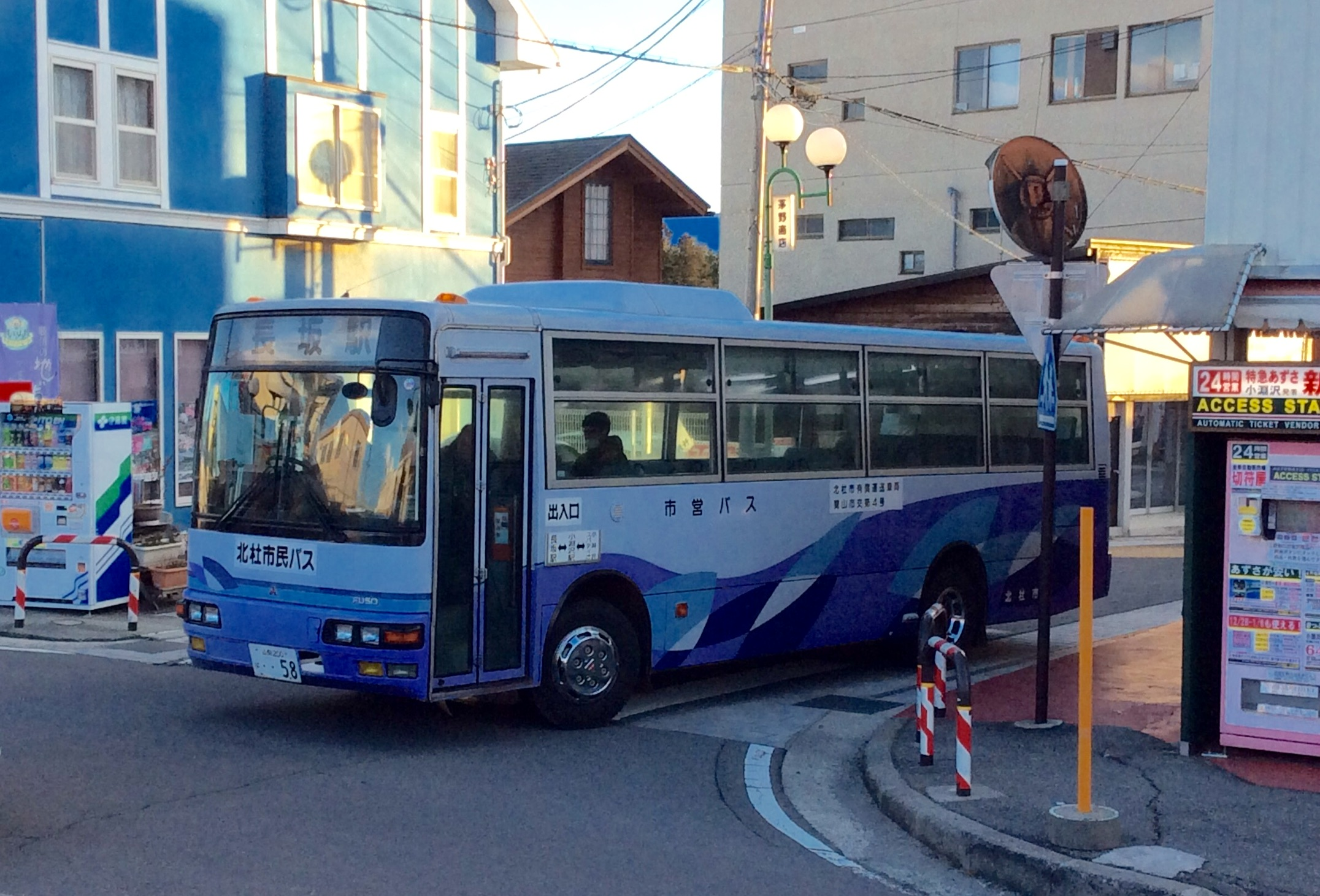
北杜市民バス

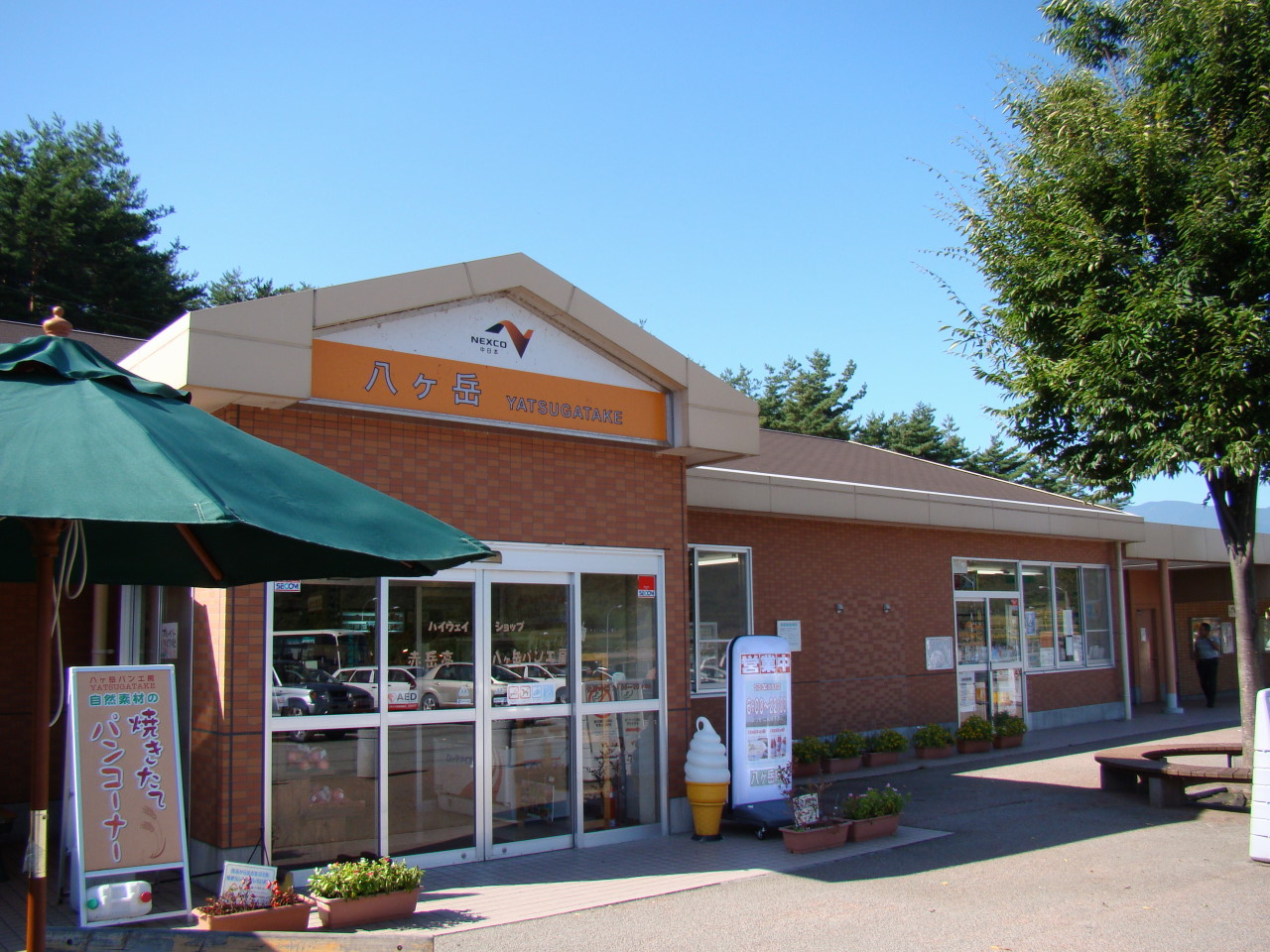
八ヶ岳PA

### 鉄道

#### 鉄道路線
東日本旅客鉄道（JR東日本）
- 中央本線
  - 日野春駅 - 長坂駅 - 小淵沢駅
- 小海線
  - 小淵沢駅 - 甲斐小泉駅 - 甲斐大泉駅 - 清里駅

市役所の所在する須玉地区には駅がない。特急列車の大半が停車する小淵沢駅が実質的な玄関口となっている。

### バス

#### 路線バス
- 山梨交通
- 北杜市民バス

### 道路
当市の主要道路は、甲府より至る甲州街道が韮崎を要に3つに分岐して、各々が並行する形で市内を貫いている。1つは釜無川に沿う甲州街道（現国道20号線）、2つ目は八ヶ岳南麓の台地である七里岩上を走る逸見路（へみじ）および、信州往還（現主要地方道17号線）、3つ目は塩川に沿う佐久甲州街道（現国道141号線）である。

#### 高速道路
- 中央自動車道
  - 明野BS - 須玉IC - 長坂高根BS - 長坂IC - 八ヶ岳PA - 小淵沢IC

#### 国道
- 国道20号（甲州街道）
- 国道141号（佐久甲州街道）

#### 県道
主要地方道
- 山梨県道・長野県道11号北杜富士見線（八ヶ岳高原ライン）
- 長野県道・山梨県道17号茅野北杜韮崎線（七里岩ライン）
- 山梨県道23号韮崎増富線（増富ラジウムライン）
- 山梨県道28号北杜八ヶ岳公園線
- 山梨県道32号長坂高根線

一般県道
（韮崎市を含めた峡北地域では、一般県道は600番台の数字が用いられる。）
- 山梨県道601号増富若神子線
- 山梨県道604号小倉百観音線
- 山梨県道605号清里須玉線
- 山梨県道606号台ヶ原長坂線
- 山梨県道608号長沢小淵沢線
- 山梨県道609号小荒間長坂停車場線
- 山梨県道610号原浅尾韮崎線
- 山梨県道611号日野春停車場線
- 山梨県道612号横手日野春停車場線
- 山梨県道614号駒ヶ岳公園線
- 山梨県道615号美し森清里線
- 山梨県道617号台ヶ原富岡線
- 山梨県道618号観音平下久保線
- 山梨県道619号箕輪須玉線
- 山梨県道620号天女山公園線
- 山梨県道621号須玉中田線

#### 農道
広域農道
- 八ヶ岳広域農道（レインボーライン）

### 道の駅
- 道の駅はくしゅう（国道20号）
- 道の駅南きよさと（国道141号）
- 道の駅こぶちさわ（八ヶ岳高原ライン）

## 名所・旧跡・観光スポット

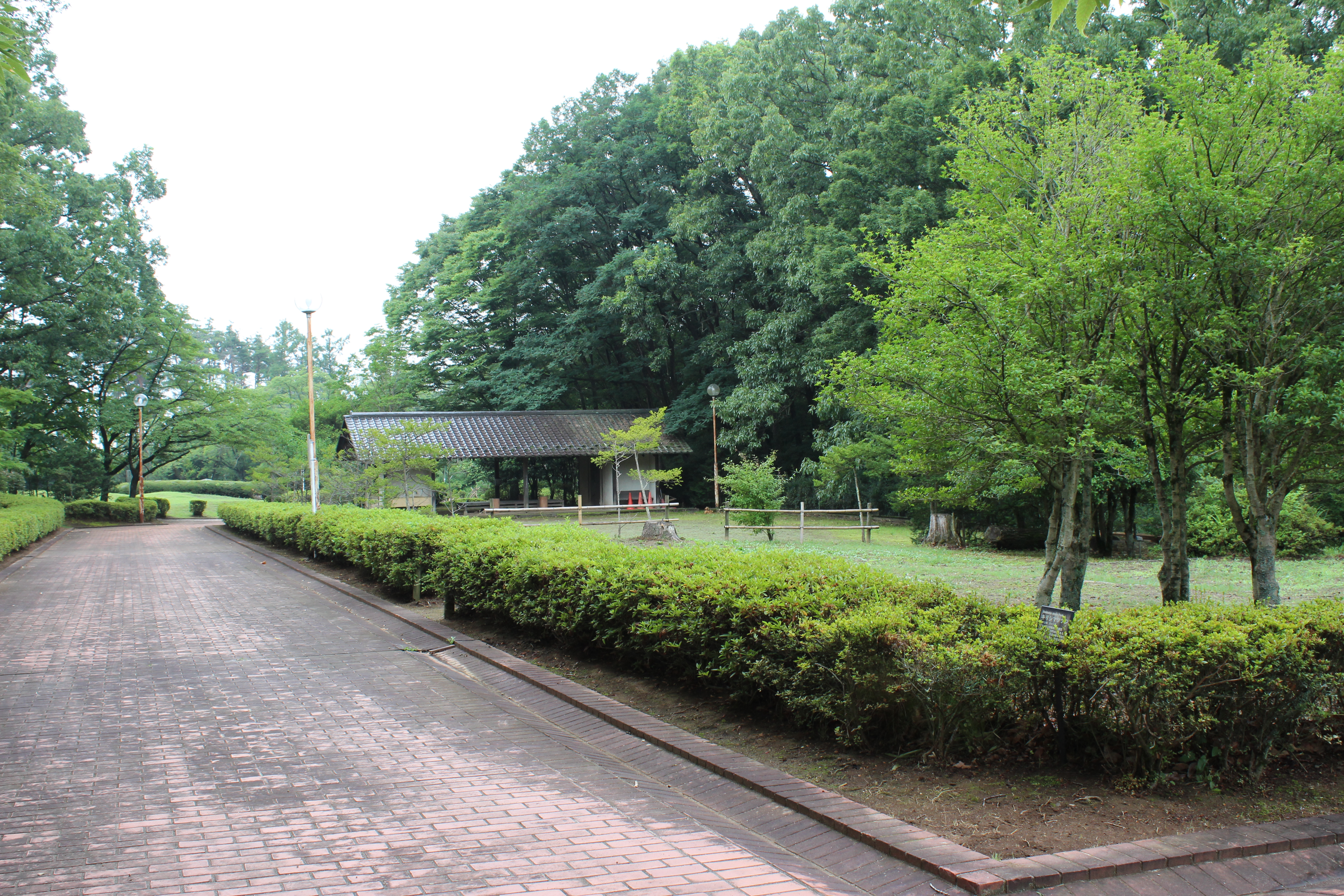
若神子城

### 名所・旧跡
- 谷戸城
- 若神子城
- 海岸寺
- 義光山矢の堂
- 清光寺
- 泉龍寺
- 根古屋神社
- 穂見諏訪十五所神社
- 身曾岐神社
- 大滝神社
- 熱那神社
- 諏訪神社 (北杜市)
- 平田家住宅
- 梅之木遺跡
- 丘の公園内遺跡群
- 神取遺跡
- 金生遺跡
- 酒呑場遺跡
- 天神遺跡
- 宮間田遺跡
- 甲州街道
- ：（富士見町）- 教来石宿 - 台ヶ原宿 -（韮崎市）

### 観光スポット

#### 国定公園
- 国定公園：八ヶ岳中信高原国定公園

#### 八ヶ岳山麓地域

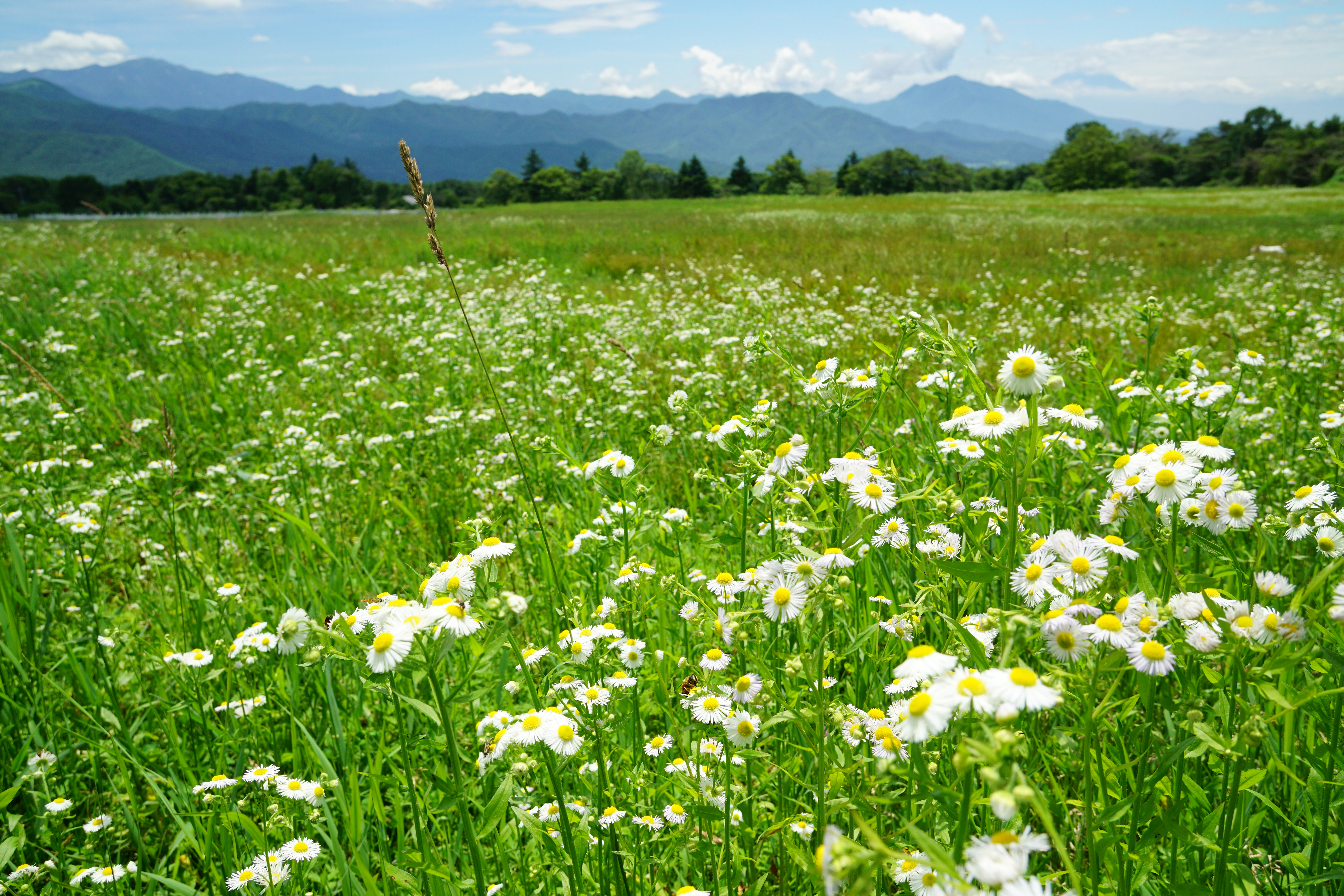
清里高原

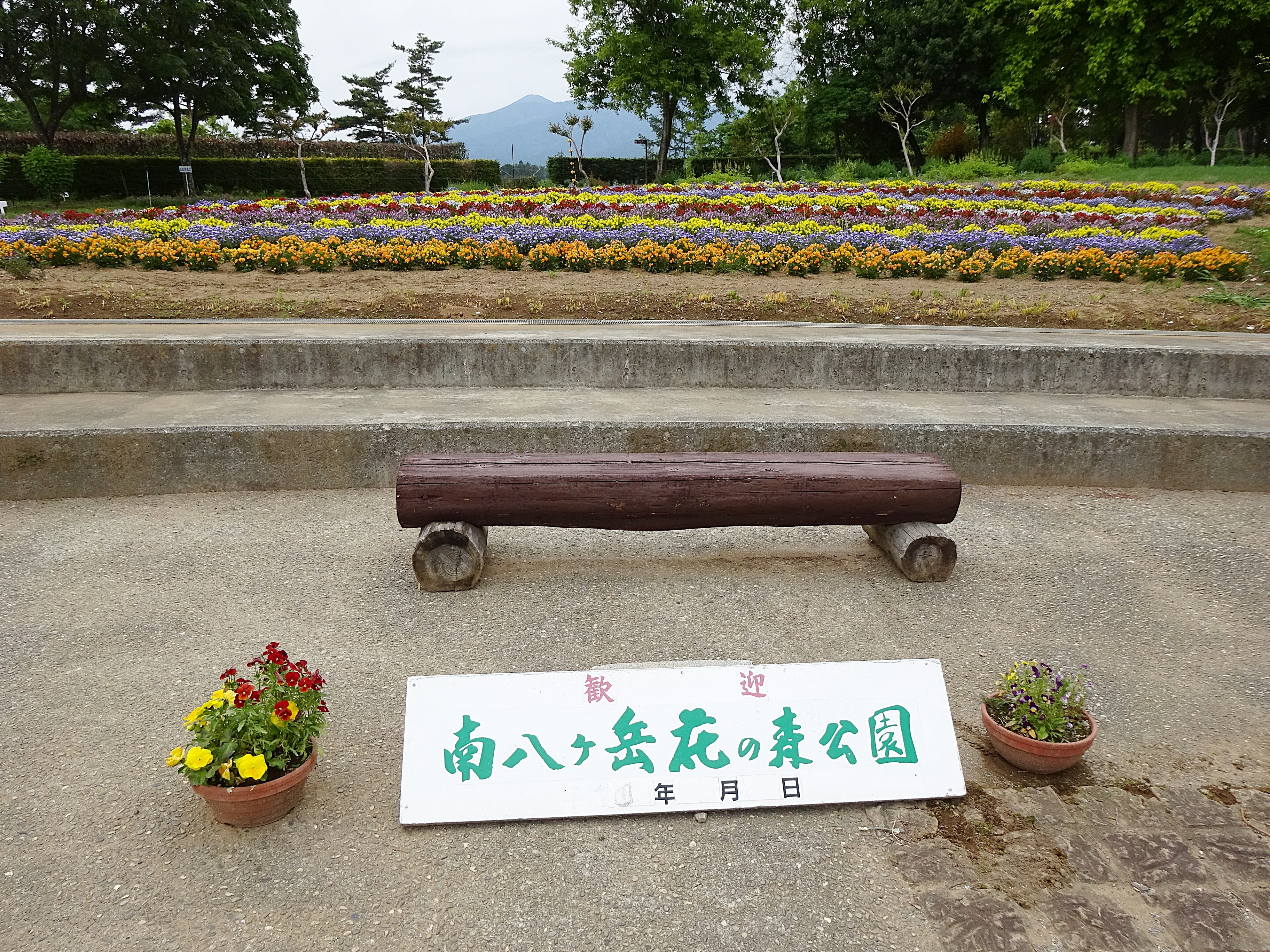
南八ヶ岳花の森公園

広域
- 信玄の棒道

高根町
- 清里高原
  - 清泉寮
  - ポール・ラッシュ記念館
  - 清里聖アンデレ教会
  - 山梨県立八ヶ岳自然ふれあいセンター
- 清里ポーセリンミュージアム
- えほんミュージアム清里
- 黒井健絵本ハウス
- やまねミュージアム
- 萌木の村[14]
  - 萌木の村オルゴール博物館ホール・オブ・ホールズ
- 清里の森
- 南八ヶ岳 花の森公園
- 美森の大ヤマツツジ
- 八ヶ岳高原大橋
- たかねの湯
- 伝・山本勘介墓
- 大門ダム（清里湖）

小淵沢町
- 神田の大イトザクラ
- 大滝湧水（名水百選）
  - 大滝神社
- 観音平
- 八ヶ岳リゾートアウトレット
- 山梨県立八ヶ岳スケートセンター
- 山梨県馬術競技場
- 花パークフィオーレ小淵沢
- スパティオ小淵沢（延命の湯）
- リゾナーレ八ヶ岳
- えほん村
- くんぺい童話館
- 小淵沢絵本美術館
- 中村キース・ヘリング美術館
- フィリア美術館
- 水木鈴子花の美術館
- 旧平田家住宅（国の重要文化財）
- 義光山矢の堂

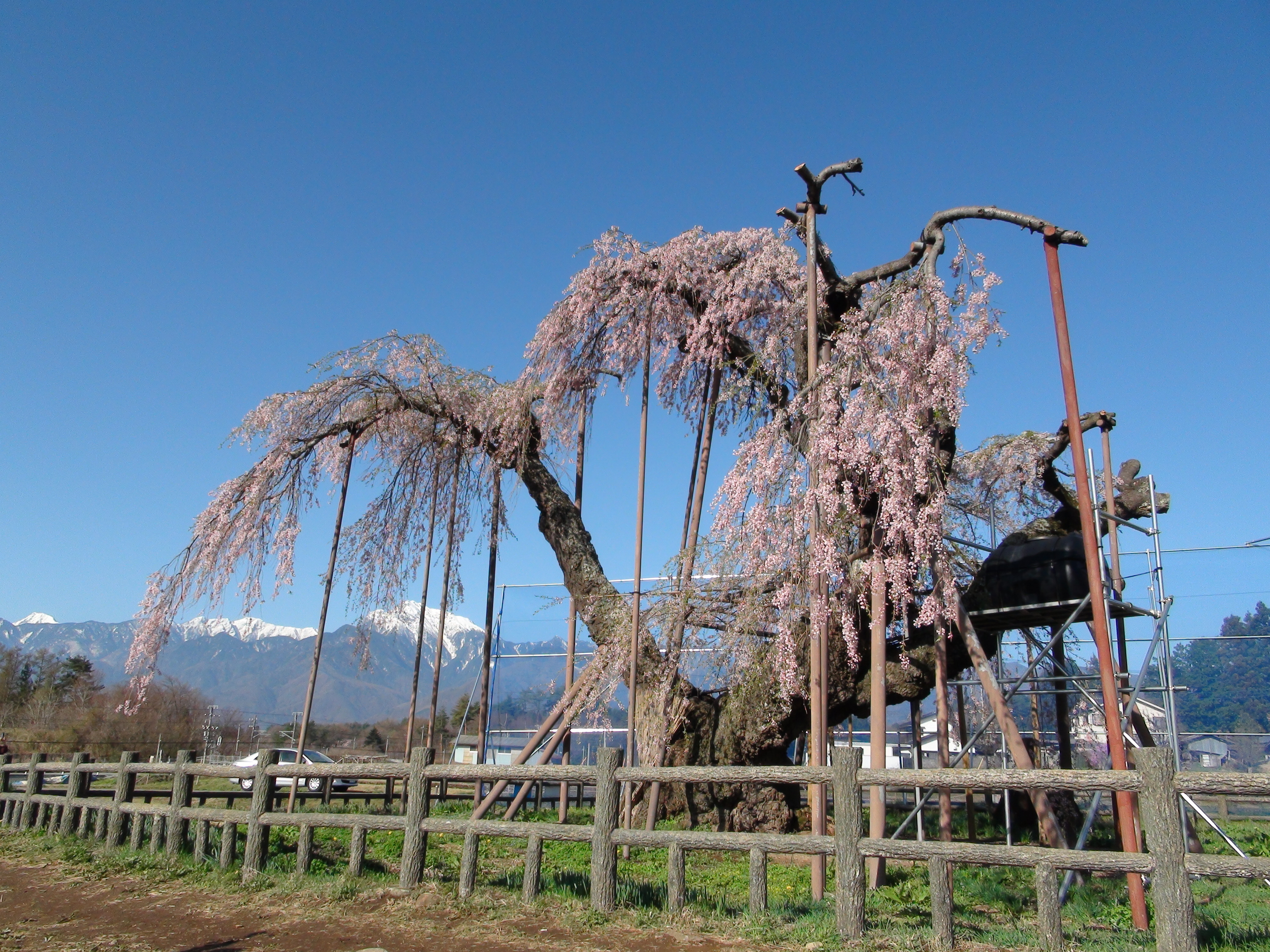
神田の大イトザクラ

- 小淵沢アートヴィレッジ RESORT&SPA

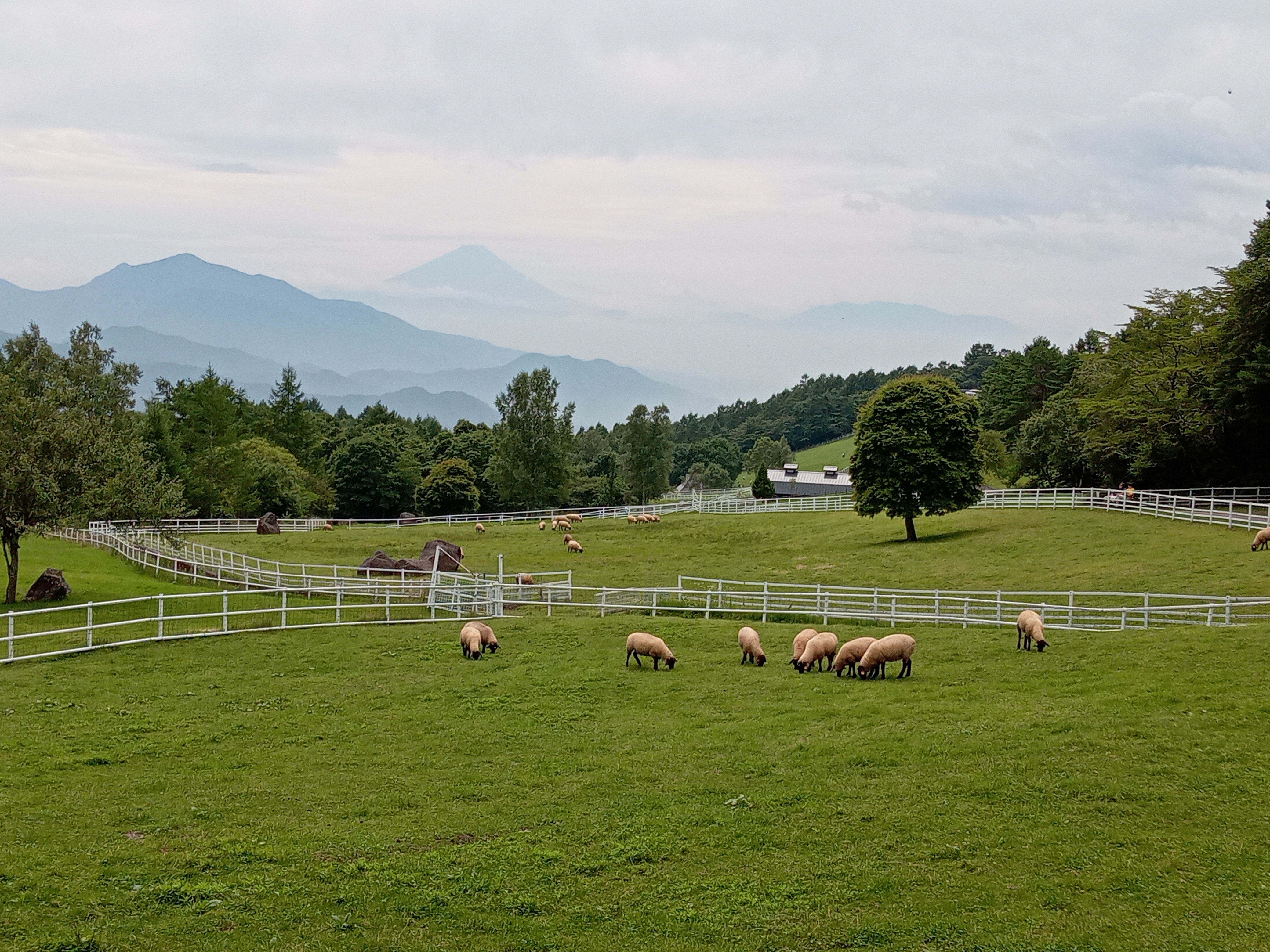
山梨県立八ヶ岳牧場内のまきば公園。遠くに富士山を望む。

- 身曾岐神社
- 風林火山館（閉館）

長坂町
- オオムラサキセンター
- 女取湧水（名水百選）
- 三分一湧水（名水百選）
- 穂見諏訪十五所神社
- みどり湖
- 清春芸術村
- 清春 旅と空想の美術館
- アフリカンアートミュージアム
- 平山郁夫シルクロード美術館
- 八ヶ岳リードオルガン美術館
- 八ヶ岳泰雲書道美術館
- 日野原アルプ美術館

大泉町
- 谷戸城：国の史跡
- 山梨県立八ヶ岳牧場
  - まきば公園
- 甲斐大泉温泉

#### 甲斐駒ヶ岳山麓地域

神代桜（2008年4月撮影）

白州町
- 薮内正幸美術館
- 白州蒸溜所
- 尾白川渓谷
- 台ヶ原宿
- 名水公園べるが

武川町
- 神代桜（日本五大桜）
- 北精進ケ滝（日本の滝百選）
- 真原の桜並木
- 萬休院の舞鶴松

#### 茅ヶ岳山麓地域

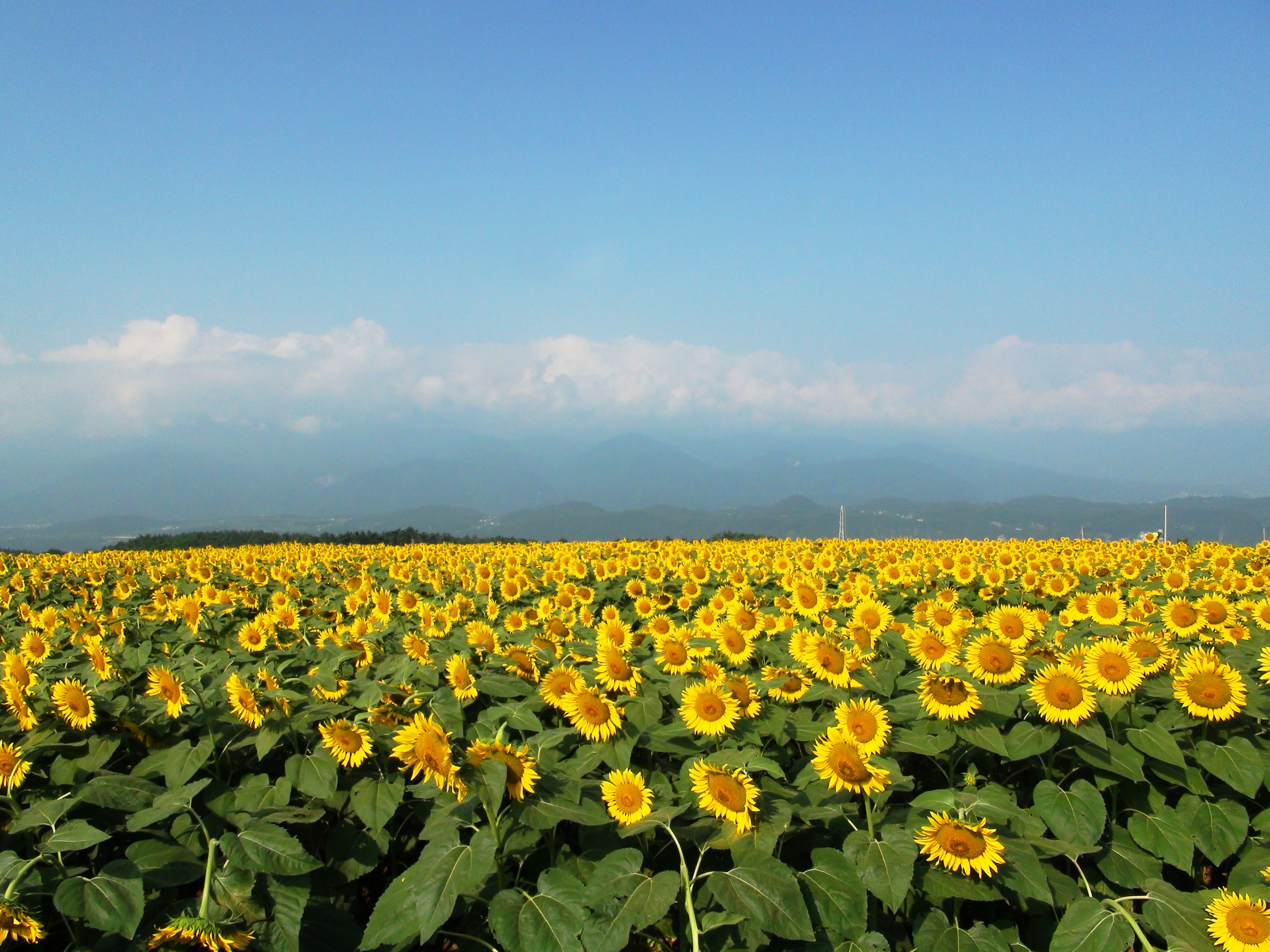
明野のひまわり畑（2010年8月撮影）

須玉町
- 増富温泉
- 塩川ダム（みずがき湖）
- 須玉美術館（現在長期休館中）

明野町　
- 山梨県立フラワーセンター ハイジの村

### 工場見学
見学が可能な工場
- サントリー白州蒸溜所
- シャトレーゼ白州工場
- 男前豆腐店清里工場（山梨県北杜市高根町下黒澤地内）
  - 工場内には男前豆腐店の直営店が併設されている。

## 文化・名物

### 祭事・催事
小淵沢町
- 八ヶ岳ホースショーinこぶちさわ（7月最終土曜日、もしくは8月第一土曜日）
- すずらん祭り（8月）

武川町
- むかわ米・米まつり

明野町
- 明野大根祭り

高根町
・清里フィールドバレエ

### 名産・特産
- 塩いか
- 信玄餅
- 武川米
- 白州天然水

## 出身関連著名人

### 出身著名人
- 浅川巧
- 浅川伯教
- 飯島重孝 - 天文学者。
- 歌田実 - 地質学者。
- erica - 歌手。
- 大柴滋夫 - 政治家。
- 大芝惣吉 - 内務官僚。
- 小尾十三 - 小説家。
- 小尾乕雄 - 教育者。
- Carlos K. - 作曲家。
- 川手甫雄 - 政治家。
- 川手泰二 - 新聞記者・実業家。
- 川手良萬 - 実業家。
- 木村一喜 - プロ野球選手。
- 清田愛未 - シンガー・ソングコンポーザ。
- 吉良知彦 - ミュージシャン。ZABADAKメンバー。長坂町出身。
- 久保田文次 - 歴史学者。
- 小池一夫 - 教育者。
- 輿水恵一 - 衆議院議員。
- 小松菜奈 - 女優。
- 三遊亭圓龍 - 落語家。
- 篠原登 - 政府高官。
- 進藤甲兵 - 実業家。
- 進藤武左ヱ門 - 実業家。
- 末木達男 - 政治家。元東京都田無市(現西東京市)長。須玉町出身。
- 代田朝義- 政治家。元東京都大田区長。白州町出身。
- 利根川真也 - NHKアナウンサー。
- 長久保文雄 - スピードスケート選手。
- 仲田建二 - プロサッカー選手。
- 成瀬智 - 高校野球指導者。
- 深沢修一 - プロ野球選手。
- 堀内柳南 - 教育者・俳人。
- 皆川豪志 - ジャーナリスト。
- 八巻和彦 - 哲学者。

### ゆかりのある著名人
- 岩合光昭 （動物写真家）
- おおえまさのり（作家）
- 小野次郎（政治家）
- 川上健一（小説家）
- 北川悠仁（ミュージシャン、ゆずのメンバー)
- 久保田勲（プロサッカー選手）
- 栗原正明（デュアスロン・トライアスロン選手）
- 篠塚建次郎(ラリードライバー・北杜市在住)
- 菅原文太（俳優）
- 高島彩（アナウンサー)
- 田中泯（ダンサー、舞踊家）
- 丹治匠（アニメーション美術監督）
- 寺坂公雄（洋画家）
- NAOTO (ダンサー)（EXILE/三代目 J SOUL BROTHERS from EXILE TRIBE/HONEST BOYZ ダンサー、STUDIO SEVENクリエイティブ・ディレクター）
- 二階堂有希子（女優）
- 花谷泰広（登山家）
- 原田宗典（小説家）
- 藤あや子（歌手）
- テリー・ライリー（音楽家）
- ポール・ラッシュ（牧師、清里開拓支援者）
- 桃井かおり（女優）
- 柳生真吾（園芸家、タレント）
- 柳生博（俳優、タレント）
- 山口進（昆虫植物写真家）

## 北杜市を舞台・撮影地とした作品

### 舞台とした作品

#### テレビドラマ
- 終わらない夏　主演 瀬戸朝香（1995年日本テレビ系列）
- いま、会いにゆきます - ロケ地として旧明野村のひまわり畑が出ている。
- 限界集落株式会社 - ロケ地 北杜市高根町清里

#### テレビアニメ・漫画・小説
- スーパーカブ

武川町が主な舞台。小説では6巻まで北杜市で展開。漫画、テレビアニメも展開されている。
- ななついろ★ドロップス

原作（漫画）の舞台は大阪府枚方市であるが、テレビアニメは監督の意向で「山梨県の八ヶ岳の麓」（該当するのは北杜市のみ）とされている。

### ロケ地とした作品

#### テレビドラマ
- 2007年（平成19年）の大河ドラマ、『風林火山』の放送にともない、長坂町小荒間地区の県営八ヶ岳牧場に、市が総工費約1億7000万円（内3000万円を山梨県が出資）をかけて、オープンセット「風林火山館」を建設した。
- ドラマ『みんな昔は子供だった』では山村シーンの撮影に協力。